# Llista d'asteroides (421001-422000)
Llista d'asteroides del 421.001 al 422.000, amb data de descoberta i descobridor. És un fragment de la llista d'asteroides completa. Als asteroides se'ls dona un número quan es confirma la seva òrbita, per tant apareixen llistats aproximadament segons la data de descobriment.

## 421001-421100
| Nom    | Designació provisional | Data de descobriment   | Lloc de descobriment | Descobridor/s     |
| ------ | ---------------------- | ---------------------- | -------------------- | ----------------- |
| 421001 | 2013 PH45              | 8 d'agost de 2013      | Haleakala            | Pan-STARRS 1      |
| 421002 | 2013 PQ45              | 21 de juny de 2007     | Mount Lemmon         | Mt. Lemmon Survey |
| 421003 | 2013 PS45              | 27 d'octubre de 2005   | Kitt Peak            | Spacewatch        |
| 421004 | 2013 PX45              | 16 de setembre de 2010 | Kitt Peak            | Spacewatch        |
| 421005 | 2013 PF46              | 13 de desembre de 2004 | Kitt Peak            | Spacewatch        |
| 421006 | 2013 PT46              | 8 d'agost de 2013      | Haleakala            | Pan-STARRS 1      |
| 421007 | 2013 PJ49              | 1 de març de 2010      | WISE                 | WISE              |
| 421008 | 2013 PT49              | 2 de febrer de 2005    | Kitt Peak            | Spacewatch        |
| 421009 | 2013 PK50              | 5 d'octubre de 2003    | Kitt Peak            | Spacewatch        |
| 421010 | 2013 PW50              | 24 d'octubre de 2009   | Mount Lemmon         | Mt. Lemmon Survey |
| 421011 | 2013 PN52              | 14 de setembre de 2007 | Mount Lemmon         | Mt. Lemmon Survey |
| 421012 | 2013 PK55              | 4 de febrer de 2005    | Kitt Peak            | Spacewatch        |
| 421013 | 2013 PO55              | 2 d'octubre de 2008    | Mount Lemmon         | Mt. Lemmon Survey |
| 421014 | 2013 PP56              | 18 de març de 2001     | Kitt Peak            | Spacewatch        |
| 421015 | 2013 PT56              | 15 d'agost de 2013     | Haleakala            | Pan-STARRS 1      |
| 421016 | 2013 PR57              | 15 d'agost de 2013     | Haleakala            | Pan-STARRS 1      |
| 421017 | 2013 PJ58              | 6 de setembre de 2008  | Mount Lemmon         | Mt. Lemmon Survey |
| 421018 | 2013 PM59              | 15 d'agost de 2013     | Haleakala            | Pan-STARRS 1      |
| 421019 | 2013 PC60              | 30 de novembre de 2005 | Mount Lemmon         | Mt. Lemmon Survey |
| 421020 | 2013 PG60              | 12 de març de 2007     | Kitt Peak            | Spacewatch        |
| 421021 | 2013 PX61              | 25 de novembre de 2005 | Mount Lemmon         | Mt. Lemmon Survey |
| 421022 | 2013 PL62              | 13 de desembre de 2004 | Kitt Peak            | Spacewatch        |
| 421023 | 2013 PO62              | 29 de setembre de 2003 | Kitt Peak            | Spacewatch        |
| 421024 | 2013 PO63              | 10 d'octubre de 1996   | Kitt Peak            | Spacewatch        |
| 421025 | 2013 PR63              | 28 d'octubre de 2005   | Campo Imperatore     | CINEOS            |
| 421026 | 2013 PY63              | 15 d'agost de 2013     | Haleakala            | Pan-STARRS 1      |
| 421027 | 2013 PO64              | 1 de novembre de 2005  | Mount Lemmon         | Mt. Lemmon Survey |
| 421028 | 2013 PS64              | 27 de novembre de 2000 | Kitt Peak            | Spacewatch        |
| 421029 | 2013 PZ64              | 27 d'agost de 2009     | Kitt Peak            | Spacewatch        |
| 421030 | 2013 PK65              | 13 de desembre de 2009 | Mount Lemmon         | Mt. Lemmon Survey |
| 421031 | 2013 PL65              | 24 de novembre de 2009 | Kitt Peak            | Spacewatch        |
| 421032 | 2013 PM65              | 3 d'abril de 2008      | Mount Lemmon         | Mt. Lemmon Survey |
| 421033 | 2013 PQ65              | 27 de desembre de 2009 | Kitt Peak            | Spacewatch        |
| 421034 | 2013 PW65              | 24 de febrer de 2012   | Kitt Peak            | Spacewatch        |
| 421035 | 2013 PA66              | 3 de novembre de 2008  | Mount Lemmon         | Mt. Lemmon Survey |
| 421036 | 2013 PF68              | 2 d'octubre de 2006    | Mount Lemmon         | Mt. Lemmon Survey |
| 421037 | 2013 PM68              | 16 de setembre de 2006 | Kitt Peak            | Spacewatch        |
| 421038 | 2013 PP68              | 11 de setembre de 2004 | Kitt Peak            | Spacewatch        |
| 421039 | 2013 PV68              | 16 de març de 2007     | Kitt Peak            | Spacewatch        |
| 421040 | 2013 PO70              | 25 de març de 2012     | Mount Lemmon         | Mt. Lemmon Survey |
| 421041 | 2013 PQ70              | 3 d'agost de 2013      | Haleakala            | Pan-STARRS 1      |
| 421042 | 2013 PG71              | 6 d'agost de 2013      | ESA OGS              | ESA OGS           |
| 421043 | 2013 PO71              | 2 d'octubre de 2006    | Mount Lemmon         | Mt. Lemmon Survey |
| 421044 | 2013 PW71              | 8 d'agost de 2013      | Haleakala            | Pan-STARRS 1      |
| 421045 | 2013 PY72              | 21 de setembre de 2003 | Kitt Peak            | Spacewatch        |
| 421046 | 2013 PE73              | 6 d'agost de 2013      | ESA OGS              | ESA OGS           |
| 421047 | 2013 PH73              | 6 d'agost de 2013      | ESA OGS              | ESA OGS           |
| 421048 | 2013 PK74              | 18 de setembre de 2003 | Kitt Peak            | Spacewatch        |
| 421049 | 2013 QP                | 1 d'octubre de 2009    | Mount Lemmon         | Mt. Lemmon Survey |
| 421050 | 2013 QV                | 16 d'agost de 2013     | Haleakala            | Pan-STARRS 1      |
| 421051 | 2013 QB1               | 16 d'agost de 2013     | Haleakala            | Pan-STARRS 1      |
| 421052 | 2013 QL1               | 2 de març de 2005      | Socorro              | LINEAR            |
| 421053 | 2013 QQ2               | 29 de juliol de 2009   | Kitt Peak            | Spacewatch        |
| 421054 | 2013 QL3               | 17 d'agost de 2013     | Haleakala            | Pan-STARRS 1      |
| 421055 | 2013 QH4               | 11 de gener de 2011    | Kitt Peak            | Spacewatch        |
| 421056 | 2013 QM6               | 15 de març de 2007     | Kitt Peak            | Spacewatch        |
| 421057 | 2013 QL7               | 22 d'abril de 2007     | Kitt Peak            | Spacewatch        |
| 421058 | 2013 QO7               | 17 de novembre de 2009 | Mount Lemmon         | Mt. Lemmon Survey |
| 421059 | 2013 QU7               | 9 de setembre de 2008  | Mount Lemmon         | Mt. Lemmon Survey |
| 421060 | 2013 QD10              | 26 d'agost de 2013     | Haleakala            | Pan-STARRS 1      |
| 421061 | 2013 QS12              | 26 d'agost de 2013     | Haleakala            | Pan-STARRS 1      |
| 421062 | 2013 QU12              | 20 de març de 2007     | Mount Lemmon         | Mt. Lemmon Survey |
| 421063 | 2013 QK13              | 13 de gener de 2005    | Catalina             | CSS               |
| 421064 | 2013 QO16              | 7 d'octubre de 2008    | Mount Lemmon         | Mt. Lemmon Survey |
| 421065 | 2013 QB20              | 19 de setembre de 2006 | Kitt Peak            | Spacewatch        |
| 421066 | 2013 QA21              | 18 de desembre de 2004 | Mount Lemmon         | Mt. Lemmon Survey |
| 421067 | 2013 QH23              | 25 de febrer de 2006   | Kitt Peak            | Spacewatch        |
| 421068 | 2013 QN23              | 25 de novembre de 2009 | Kitt Peak            | Spacewatch        |
| 421069 | 2013 QU23              | 28 de setembre de 2008 | Mount Lemmon         | Mt. Lemmon Survey |
| 421070 | 2013 QO25              | 8 de febrer de 2011    | Mount Lemmon         | Mt. Lemmon Survey |
| 421071 | 2013 QZ25              | 27 de gener de 2007    | Mount Lemmon         | Mt. Lemmon Survey |
| 421072 | 2013 QO26              | 25 de març de 2010     | WISE                 | WISE              |
| 421073 | 2013 QB28              | 28 d'agost de 2013     | Mount Lemmon         | Mt. Lemmon Survey |
| 421074 | 2013 QO28              | 18 d'octubre de 2003   | Kitt Peak            | Spacewatch        |
| 421075 | 2013 QV29              | 4 de març de 2005      | Kitt Peak            | Spacewatch        |
| 421076 | 2013 QL31              | 11 de desembre de 2009 | Mount Lemmon         | Mt. Lemmon Survey |
| 421077 | 2013 QT35              | 13 d'octubre de 2010   | Mount Lemmon         | Mt. Lemmon Survey |
| 421078 | 2013 QF37              | 23 de setembre de 2008 | Kitt Peak            | Spacewatch        |
| 421079 | 2013 QK37              | 7 d'octubre de 2004    | Kitt Peak            | Spacewatch        |
| 421080 | 2013 QS38              | 19 de desembre de 2004 | Kitt Peak            | Spacewatch        |
| 421081 | 2013 QJ40              | 23 d'octubre de 2009   | Mount Lemmon         | Mt. Lemmon Survey |
| 421082 | 2013 QK41              | 31 de març de 2012     | Mount Lemmon         | Mt. Lemmon Survey |
| 421083 | 2013 QA43              | 24 d'octubre de 2009   | Kitt Peak            | Spacewatch        |
| 421084 | 2013 QS43              | 28 d'agost de 2013     | Mount Lemmon         | Mt. Lemmon Survey |
| 421085 | 2013 QA47              | 27 d'agost de 2013     | Haleakala            | Pan-STARRS 1      |
| 421086 | 2013 QK47              | 2 d'octubre de 1999    | Kitt Peak            | Spacewatch        |
| 421087 | 2013 QF49              | 22 de novembre de 2009 | Mount Lemmon         | Mt. Lemmon Survey |
| 421088 | 2013 QR50              | 7 d'octubre de 2004    | Kitt Peak            | Spacewatch        |
| 421089 | 2013 QE53              | 22 de setembre de 2008 | Kitt Peak            | Spacewatch        |
| 421090 | 2013 QS53              | 29 de setembre de 2003 | Kitt Peak            | Spacewatch        |
| 421091 | 2013 QG54              | 26 d'agost de 2013     | Haleakala            | Pan-STARRS 1      |
| 421092 | 2013 QH54              | 24 d'abril de 2007     | Kitt Peak            | Spacewatch        |
| 421093 | 2013 QK54              | 13 de setembre de 2004 | Kitt Peak            | Spacewatch        |
| 421094 | 2013 QR54              | 18 d'agost de 2006     | Kitt Peak            | Spacewatch        |
| 421095 | 2013 QH56              | 16 de maig de 2012     | Kitt Peak            | Spacewatch        |
| 421096 | 2013 QJ56              | 20 de novembre de 2008 | Mount Lemmon         | Mt. Lemmon Survey |
| 421097 | 2013 QD57              | 26 de març de 2007     | Mount Lemmon         | Mt. Lemmon Survey |
| 421098 | 2013 QC60              | 23 de febrer de 2012   | Kitt Peak            | Spacewatch        |
| 421099 | 2013 QG60              | 26 d'agost de 2013     | Haleakala            | Pan-STARRS 1      |
| 421100 | 2013 QR60              | 11 de març de 2011     | Kitt Peak            | Spacewatch        |

## 421101-421200
| Nom    | Designació provisional | Data de descobriment   | Lloc de descobriment | Descobridor/s             |
| ------ | ---------------------- | ---------------------- | -------------------- | ------------------------- |
| 421101 | 2013 QX61              | 1 de febrer de 2006    | Mount Lemmon         | Mt. Lemmon Survey         |
| 421102 | 2013 QT64              | 26 de març de 2004     | Kitt Peak            | Spacewatch                |
| 421103 | 2013 QM65              | 18 de maig de 2007     | Kitt Peak            | Spacewatch                |
| 421104 | 2013 QA67              | 29 d'octubre de 2008   | Mount Lemmon         | Mt. Lemmon Survey         |
| 421105 | 2013 QK67              | 16 de setembre de 2009 | Kitt Peak            | Spacewatch                |
| 421106 | 2013 QX68              | 16 de gener de 2005    | Kitt Peak            | Spacewatch                |
| 421107 | 2013 QB69              | 9 de març de 2005      | Kitt Peak            | Spacewatch                |
| 421108 | 2013 QC69              | 10 de maig de 2007     | Mount Lemmon         | Mt. Lemmon Survey         |
| 421109 | 2013 QJ69              | 10 de desembre de 2010 | Mount Lemmon         | Mt. Lemmon Survey         |
| 421110 | 2013 QM69              | 14 de juny de 2009     | Kitt Peak            | Spacewatch                |
| 421111 | 2013 QT69              | 13 de gener de 2002    | Kitt Peak            | Spacewatch                |
| 421112 | 2013 QX69              | 25 de desembre de 2010 | Mount Lemmon         | Mt. Lemmon Survey         |
| 421113 | 2013 QY69              | 11 de setembre de 2004 | Socorro              | LINEAR                    |
| 421114 | 2013 QF71              | 26 d'agost de 2013     | Haleakala            | Pan-STARRS 1              |
| 421115 | 2013 QE75              | 28 de març de 2008     | Kitt Peak            | Spacewatch                |
| 421116 | 2013 QS75              | 28 d'agost de 2013     | Mount Lemmon         | Mt. Lemmon Survey         |
| 421117 | 2013 QW75              | 28 d'agost de 2013     | Mount Lemmon         | Mt. Lemmon Survey         |
| 421118 | 2013 QF76              | 16 d'agost de 2009     | Kitt Peak            | Spacewatch                |
| 421119 | 2013 QK76              | 22 de setembre de 2008 | Kitt Peak            | Spacewatch                |
| 421120 | 2013 QQ76              | 24 d'agost de 2008     | Kitt Peak            | Spacewatch                |
| 421121 | 2013 QY76              | 14 de febrer de 2005   | Kitt Peak            | Spacewatch                |
| 421122 | 2013 QS78              | 30 de desembre de 2000 | Kitt Peak            | Spacewatch                |
| 421123 | 2013 QH80              | 26 de setembre de 2008 | Kitt Peak            | Spacewatch                |
| 421124 | 2013 QM81              | 8 d'agost de 2004      | Socorro              | LINEAR                    |
| 421125 | 2013 QL83              | 3 d'octubre de 2006    | Mount Lemmon         | Mt. Lemmon Survey         |
| 421126 | 2013 QJ84              | 28 d'agost de 2005     | Anderson Mesa        | LONEOS                    |
| 421127 | 2013 QX84              | 31 d'agost de 2013     | Črni Vrh             | Crni Vrh                  |
| 421128 | 2013 QA86              | 12 d'octubre de 1999   | Kitt Peak            | Spacewatch                |
| 421129 | 2013 QU86              | 31 de març de 1995     | Kitt Peak            | Spacewatch                |
| 421130 | 2013 QZ91              | 22 d'octubre de 2005   | Kitt Peak            | Spacewatch                |
| 421131 | 2013 QN92              | 18 d'agost de 2013     | Haleakala            | Pan-STARRS 1              |
| 421132 | 2013 RO                | 20 de gener de 2009    | Mount Lemmon         | Mt. Lemmon Survey         |
| 421133 | 2013 RC2               | 13 de març de 2011     | Catalina             | CSS                       |
| 421134 | 2013 RL3               | 1 de setembre de 2013  | Mount Lemmon         | Mt. Lemmon Survey         |
| 421135 | 2013 RA7               | 2 de setembre de 2013  | Mount Lemmon         | Mt. Lemmon Survey         |
| 421136 | 2013 RQ7               | 2 de setembre de 2013  | Mount Lemmon         | Mt. Lemmon Survey         |
| 421137 | 2013 RB8               | 9 de setembre de 2008  | Mount Lemmon         | Mt. Lemmon Survey         |
| 421138 | 2013 RW11              | 27 de setembre de 2008 | Mount Lemmon         | Mt. Lemmon Survey         |
| 421139 | 2013 RO15              | 26 de juliol de 1995   | Kitt Peak            | Spacewatch                |
| 421140 | 2013 RB17              | 22 de febrer de 2011   | Kitt Peak            | Spacewatch                |
| 421141 | 2013 RY17              | 25 de setembre de 2005 | Kitt Peak            | Spacewatch                |
| 421142 | 2013 RO18              | 22 de setembre de 2008 | Catalina             | CSS                       |
| 421143 | 2013 RP22              | 2 de setembre de 2013  | Mount Lemmon         | Mt. Lemmon Survey         |
| 421144 | 2013 RT24              | 10 d'octubre de 2008   | Mount Lemmon         | Mt. Lemmon Survey         |
| 421145 | 2013 RP26              | 6 d'abril de 2010      | WISE                 | WISE                      |
| 421146 | 2013 RL27              | 11 de setembre de 2001 | Kitt Peak            | Spacewatch                |
| 421147 | 2013 RN28              | 4 de setembre de 2013  | Mount Lemmon         | Mt. Lemmon Survey         |
| 421148 | 2013 RP28              | 11 de setembre de 2007 | Kitt Peak            | Spacewatch                |
| 421149 | 2013 RQ30              | 2 de setembre de 2013  | Palomar              | Palomar Transient Factory |
| 421150 | 2013 RD31              | 30 de setembre de 2005 | Catalina             | CSS                       |
| 421151 | 2013 RG31              | 22 d'agost de 2004     | Kitt Peak            | Spacewatch                |
| 421152 | 2013 RZ31              | 16 de març de 2002     | Socorro              | LINEAR                    |
| 421153 | 2013 RB32              | 8 d'abril de 2006      | Kitt Peak            | Spacewatch                |
| 421154 | 2013 RQ33              | 2 de setembre de 2013  | Palomar              | Palomar Transient Factory |
| 421155 | 2013 RQ35              | 19 de setembre de 2003 | Kitt Peak            | Spacewatch                |
| 421156 | 2013 RW35              | 13 de juliol de 2004   | Siding Spring        | Siding Spring Survey      |
| 421157 | 2013 RL40              | 3 de novembre de 2010  | Mount Lemmon         | Mt. Lemmon Survey         |
| 421158 | 2013 RX40              | 6 d'octubre de 1996    | Kitt Peak            | Spacewatch                |
| 421159 | 2013 RC42              | 8 de setembre de 2013  | Elena Remote         | Elena Remote              |
| 421160 | 2013 RU42              | 9 d'octubre de 2008    | Kitt Peak            | Spacewatch                |
| 421161 | 2013 RV42              | 29 de març de 2010     | WISE                 | WISE                      |
| 421162 | 2013 RA43              | 14 d'abril de 2007     | Mount Lemmon         | Mt. Lemmon Survey         |
| 421163 | 2013 RB44              | 10 de setembre de 2013 | Palomar              | Palomar Transient Factory |
| 421164 | 2013 RG44              | 10 de setembre de 2013 | Palomar              | Palomar Transient Factory |
| 421165 | 2013 RL44              | 10 de setembre de 2013 | Palomar              | Palomar Transient Factory |
| 421166 | 2013 RS44              | 19 de desembre de 2003 | Kitt Peak            | Spacewatch                |
| 421167 | 2013 RV44              | 5 de setembre de 2008  | Kitt Peak            | Spacewatch                |
| 421168 | 2013 RY44              | 15 de desembre de 2006 | Mount Lemmon         | Mt. Lemmon Survey         |
| 421169 | 2013 RZ44              | 28 de desembre de 2003 | Kitt Peak            | Spacewatch                |
| 421170 | 2013 RO45              | 19 d'agost de 2006     | Kitt Peak            | Spacewatch                |
| 421171 | 2013 RW47              | 8 de febrer de 2008    | Kitt Peak            | Spacewatch                |
| 421172 | 2013 RS50              | 21 de desembre de 2005 | Kitt Peak            | Spacewatch                |
| 421173 | 2013 RD52              | 21 de setembre de 2001 | Socorro              | LINEAR                    |
| 421174 | 2013 RU53              | 8 de març de 2005      | Mount Lemmon         | Mt. Lemmon Survey         |
| 421175 | 2013 RK54              | 19 de juny de 2009     | Kitt Peak            | Spacewatch                |
| 421176 | 2013 RN54              | 30 de setembre de 1997 | Kitt Peak            | Spacewatch                |
| 421177 | 2013 RQ54              | 14 de març de 2011     | Mount Lemmon         | Mt. Lemmon Survey         |
| 421178 | 2013 RT54              | 28 de setembre de 2008 | Mount Lemmon         | Mt. Lemmon Survey         |
| 421179 | 2013 RW58              | 19 de setembre de 2003 | Kitt Peak            | Spacewatch                |
| 421180 | 2013 RX59              | 19 d'agost de 2006     | Kitt Peak            | Spacewatch                |
| 421181 | 2013 RW63              | 2 d'abril de 2005      | Mount Lemmon         | Mt. Lemmon Survey         |
| 421182 | 2013 RP66              | 11 de març de 2007     | Mount Lemmon         | Mt. Lemmon Survey         |
| 421183 | 2013 RK68              | 22 de novembre de 2008 | Socorro              | LINEAR                    |
| 421184 | 2013 RR68              | 13 de setembre de 2013 | Elena Remote         | Elena Remote              |
| 421185 | 2013 RF70              | 1 de setembre de 2005  | Kitt Peak            | Spacewatch                |
| 421186 | 2013 RY72              | 16 de febrer de 2010   | Kitt Peak            | Spacewatch                |
| 421187 | 2013 RN74              | 9 de març de 2007      | Kitt Peak            | Spacewatch                |
| 421188 | 2013 RO74              | 24 de setembre de 2008 | Mount Lemmon         | Mt. Lemmon Survey         |
| 421189 | 2013 RX74              | 30 de gener de 2004    | Kitt Peak            | Spacewatch                |
| 421190 | 2013 RA75              | 10 d'abril de 2005     | Mount Lemmon         | Mt. Lemmon Survey         |
| 421191 | 2013 RL75              | 10 de setembre de 2013 | Haleakala            | Pan-STARRS 1              |
| 421192 | 2013 RU75              | 28 de setembre de 2008 | Mount Lemmon         | Mt. Lemmon Survey         |
| 421193 | 2013 RS76              | 4 de novembre de 2004  | Kitt Peak            | Spacewatch                |
| 421194 | 2013 RT77              | 27 de gener de 2006    | Mount Lemmon         | Mt. Lemmon Survey         |
| 421195 | 2013 RO83              | 23 de novembre de 2009 | Mount Lemmon         | Mt. Lemmon Survey         |
| 421196 | 2013 RQ83              | 13 de setembre de 2004 | Socorro              | LINEAR                    |
| 421197 | 2013 RR83              | 11 de novembre de 2004 | Kitt Peak            | Spacewatch                |
| 421198 | 2013 RC86              | 16 de gener de 2010    | Mount Lemmon         | Mt. Lemmon Survey         |
| 421199 | 2013 RW87              | 6 de febrer de 2007    | Kitt Peak            | Spacewatch                |
| 421200 | 2013 RO89              | 11 de març de 2005     | Mount Lemmon         | Mt. Lemmon Survey         |

## 421201-421300
| Nom    | Designació provisional | Data de descobriment   | Lloc de descobriment | Descobridor/s             |
| ------ | ---------------------- | ---------------------- | -------------------- | ------------------------- |
| 421201 | 2013 RE90              | 10 d'abril de 2010     | WISE                 | WISE                      |
| 421202 | 2013 RO90              | 26 de setembre de 2006 | Kitt Peak            | Spacewatch                |
| 421203 | 2013 RK91              | 13 de gener de 2011    | Kitt Peak            | Spacewatch                |
| 421204 | 2013 RQ92              | 23 d'agost de 2007     | Kitt Peak            | Spacewatch                |
| 421205 | 2013 RX96              | 16 d'octubre de 2003   | Kitt Peak            | Spacewatch                |
| 421206 | 2013 SR14              | 22 de setembre de 2003 | Kitt Peak            | Spacewatch                |
| 421207 | 2013 SW15              | 12 de febrer de 2004   | Kitt Peak            | Spacewatch                |
| 421208 | 2013 SX15              | 19 de gener de 2004    | Anderson Mesa        | LONEOS                    |
| 421209 | 2013 SS21              | 20 de maig de 2006     | Siding Spring        | Siding Spring Survey      |
| 421210 | 2013 SF22              | 19 d'abril de 2007     | Kitt Peak            | Spacewatch                |
| 421211 | 2013 SA23              | 4 de març de 2005      | Catalina             | CSS                       |
| 421212 | 2013 SR25              | 2 de març de 2006      | Kitt Peak            | Spacewatch                |
| 421213 | 2013 SU26              | 9 de febrer de 2008    | Mount Lemmon         | Mt. Lemmon Survey         |
| 421214 | 2013 SZ26              | 29 de setembre de 2008 | Mount Lemmon         | Mt. Lemmon Survey         |
| 421215 | 2013 SF27              | 25 de març de 2006     | Kitt Peak            | Spacewatch                |
| 421216 | 2013 SJ27              | 5 de setembre de 2007  | Mount Lemmon         | Mt. Lemmon Survey         |
| 421217 | 2013 SS30              | 28 de gener de 2006    | Kitt Peak            | Spacewatch                |
| 421218 | 2013 SF31              | 13 de setembre de 2007 | Mount Lemmon         | Mt. Lemmon Survey         |
| 421219 | 2013 SH31              | 25 de setembre de 2013 | Palomar              | Palomar Transient Factory |
| 421220 | 2013 SP31              | 1 de novembre de 2005  | Mount Lemmon         | Mt. Lemmon Survey         |
| 421221 | 2013 SC35              | 21 de novembre de 2008 | Mount Lemmon         | Mt. Lemmon Survey         |
| 421222 | 2013 SD35              | 25 de setembre de 2013 | Mount Lemmon         | Mt. Lemmon Survey         |
| 421223 | 2013 SQ35              | 11 de setembre de 2004 | Kitt Peak            | Spacewatch                |
| 421224 | 2013 SH37              | 30 de novembre de 1999 | Kitt Peak            | Spacewatch                |
| 421225 | 2013 SR37              | 1 de març de 2005      | Kitt Peak            | Spacewatch                |
| 421226 | 2013 SR38              | 16 d'abril de 2007     | Mount Lemmon         | Mt. Lemmon Survey         |
| 421227 | 2013 SV39              | 25 de setembre de 2013 | Mount Lemmon         | Mt. Lemmon Survey         |
| 421228 | 2013 SF40              | 24 de setembre de 2008 | Kitt Peak            | Spacewatch                |
| 421229 | 2013 SY40              | 18 d'octubre de 2009   | Mount Lemmon         | Mt. Lemmon Survey         |
| 421230 | 2013 SZ40              | 13 de gener de 2002    | Socorro              | LINEAR                    |
| 421231 | 2013 SE41              | 29 d'octubre de 1999   | Kitt Peak            | Spacewatch                |
| 421232 | 2013 SQ41              | 20 de novembre de 2003 | Socorro              | LINEAR                    |
| 421233 | 2013 SA42              | 18 d'abril de 2006     | Kitt Peak            | Spacewatch                |
| 421234 | 2013 SC42              | 17 de gener de 2005    | Kitt Peak            | Spacewatch                |
| 421235 | 2013 SG42              | 25 d'abril de 2006     | Kitt Peak            | Spacewatch                |
| 421236 | 2013 SK43              | 19 d'abril de 2007     | Mount Lemmon         | Mt. Lemmon Survey         |
| 421237 | 2013 SL43              | 30 de setembre de 2009 | Mount Lemmon         | Mt. Lemmon Survey         |
| 421238 | 2013 SV43              | 26 de novembre de 2005 | Catalina             | CSS                       |
| 421239 | 2013 SZ45              | 8 de gener de 1999     | Kitt Peak            | Spacewatch                |
| 421240 | 2013 SB46              | 28 d'abril de 2012     | Mount Lemmon         | Mt. Lemmon Survey         |
| 421241 | 2013 SK47              | 29 de juliol de 2008   | Mount Lemmon         | Mt. Lemmon Survey         |
| 421242 | 2013 SP47              | 24 d'octubre de 2009   | Kitt Peak            | Spacewatch                |
| 421243 | 2013 SO48              | 14 de gener de 2002    | Kitt Peak            | Spacewatch                |
| 421244 | 2013 SF49              | 18 d'abril de 2012     | Mount Lemmon         | Mt. Lemmon Survey         |
| 421245 | 2013 SV51              | 26 de gener de 2006    | Kitt Peak            | Spacewatch                |
| 421246 | 2013 SW51              | 28 de setembre de 2013 | Haleakala            | Pan-STARRS 1              |
| 421247 | 2013 SX51              | 28 de setembre de 2013 | Haleakala            | Pan-STARRS 1              |
| 421248 | 2013 SR52              | 25 de desembre de 2005 | Kitt Peak            | Spacewatch                |
| 421249 | 2013 SJ55              | 9 de novembre de 2009  | Socorro              | LINEAR                    |
| 421250 | 2013 SC57              | 3 de novembre de 2008  | Mount Lemmon         | Mt. Lemmon Survey         |
| 421251 | 2013 SX59              | 3 de març de 2005      | Catalina             | CSS                       |
| 421252 | 2013 SY59              | 10 de març de 2007     | Kitt Peak            | Spacewatch                |
| 421253 | 2013 SM60              | 15 d'agost de 2004     | Campo Imperatore     | CINEOS                    |
| 421254 | 2013 SN60              | 6 de setembre de 2008  | Kitt Peak            | Spacewatch                |
| 421255 | 2013 SV60              | 23 de setembre de 2013 | Mount Lemmon         | Mt. Lemmon Survey         |
| 421256 | 2013 SW60              | 18 d'abril de 2007     | Kitt Peak            | Spacewatch                |
| 421257 | 2013 SP61              | 20 d'abril de 2007     | Kitt Peak            | Spacewatch                |
| 421258 | 2013 SY61              | 31 de gener de 2006    | Kitt Peak            | Spacewatch                |
| 421259 | 2013 SE62              | 5 d'abril de 2008      | Mount Lemmon         | Mt. Lemmon Survey         |
| 421260 | 2013 SJ63              | 7 de setembre de 2004  | Kitt Peak            | Spacewatch                |
| 421261 | 2013 SK63              | 15 de febrer de 2010   | Mount Lemmon         | Mt. Lemmon Survey         |
| 421262 | 2013 SB65              | 23 de setembre de 2008 | Kitt Peak            | Spacewatch                |
| 421263 | 2013 SY66              | 8 d'octubre de 2008    | Mount Lemmon         | Mt. Lemmon Survey         |
| 421264 | 2013 SC67              | 8 de novembre de 2008  | Mount Lemmon         | Mt. Lemmon Survey         |
| 421265 | 2013 SJ67              | 8 d'octubre de 2004    | Kitt Peak            | Spacewatch                |
| 421266 | 2013 SW67              | 28 d'octubre de 2008   | Kitt Peak            | Spacewatch                |
| 421267 | 2013 SN68              | 20 de setembre de 2009 | Kitt Peak            | Spacewatch                |
| 421268 | 2013 SK69              | 10 de març de 2007     | Kitt Peak            | Spacewatch                |
| 421269 | 2013 SO69              | 30 de gener de 2006    | Kitt Peak            | Spacewatch                |
| 421270 | 2013 SY69              | 24 de setembre de 2013 | Mount Lemmon         | Mt. Lemmon Survey         |
| 421271 | 2013 SA70              | 6 de març de 2011      | Mount Lemmon         | Mt. Lemmon Survey         |
| 421272 | 2013 SV71              | 9 de juny de 2007      | Kitt Peak            | Spacewatch                |
| 421273 | 2013 SL74              | 30 de desembre de 2005 | Mount Lemmon         | Mt. Lemmon Survey         |
| 421274 | 2013 SF75              | 25 de setembre de 2013 | Mount Lemmon         | Mt. Lemmon Survey         |
| 421275 | 2013 SC76              | 26 de novembre de 2006 | Kitt Peak            | Spacewatch                |
| 421276 | 2013 SU78              | 20 de desembre de 2009 | Kitt Peak            | Spacewatch                |
| 421277 | 2013 SK79              | 8 de desembre de 2005  | Kitt Peak            | Spacewatch                |
| 421278 | 2013 SE81              | 10 d'octubre de 2004   | Kitt Peak            | Spacewatch                |
| 421279 | 2013 SR82              | 23 d'octubre de 2004   | Kitt Peak            | Spacewatch                |
| 421280 | 2013 SV83              | 7 de setembre de 2004  | Kitt Peak            | Spacewatch                |
| 421281 | 2013 SL84              | 27 de setembre de 2013 | Palomar              | Palomar Transient Factory |
| 421282 | 2013 SR85              | 31 de març de 2008     | Mount Lemmon         | Mt. Lemmon Survey         |
| 421283 | 2013 TQ                | 1 d'octubre de 2013    | Palomar              | Palomar Transient Factory |
| 421284 | 2013 TR                | 6 de gener de 2010     | Mount Lemmon         | Mt. Lemmon Survey         |
| 421285 | 2013 TY2               | 1 d'octubre de 2013    | Palomar              | Palomar Transient Factory |
| 421286 | 2013 TT6               | 23 d'octubre de 2008   | Kitt Peak            | Spacewatch                |
| 421287 | 2013 TR7               | 11 d'abril de 2005     | Mount Lemmon         | Mt. Lemmon Survey         |
| 421288 | 2013 TS7               | 19 de novembre de 2003 | Kitt Peak            | Spacewatch                |
| 421289 | 2013 TG8               | 13 de març de 1999     | Kitt Peak            | Spacewatch                |
| 421290 | 2013 TX8               | 10 de març de 2007     | Kitt Peak            | Spacewatch                |
| 421291 | 2013 TG9               | 4 de novembre de 2004  | Catalina             | CSS                       |
| 421292 | 2013 TE11              | 24 de maig de 2006     | Kitt Peak            | Spacewatch                |
| 421293 | 2013 TH11              | 3 d'octubre de 2013    | Palomar              | Palomar Transient Factory |
| 421294 | 2013 TN11              | 10 de novembre de 2006 | Kitt Peak            | Spacewatch                |
| 421295 | 2013 TL12              | 8 de febrer de 2002    | Kitt Peak            | Spacewatch                |
| 421296 | 2013 TM13              | 13 de març de 2007     | Mount Lemmon         | Mt. Lemmon Survey         |
| 421297 | 2013 TL14              | 13 de febrer de 2004   | Kitt Peak            | Spacewatch                |
| 421298 | 2013 TD17              | 7 de febrer de 2008    | Mount Lemmon         | Mt. Lemmon Survey         |
| 421299 | 2013 TD18              | 19 de gener de 2004    | Kitt Peak            | Spacewatch                |
| 421300 | 2013 TZ26              | 29 de setembre de 2008 | Mount Lemmon         | Mt. Lemmon Survey         |

## 421301-421400
| Nom    | Designació provisional | Data de descobriment   | Lloc de descobriment | Descobridor/s                 |
| ------ | ---------------------- | ---------------------- | -------------------- | ----------------------------- |
| 421301 | 2013 TH27              | 12 de novembre de 1999 | Kitt Peak            | Spacewatch                    |
| 421302 | 2013 TQ27              | 3 de novembre de 2008  | Kitt Peak            | Spacewatch                    |
| 421303 | 2013 TL28              | 1 d'octubre de 2013    | Catalina             | CSS                           |
| 421304 | 2013 TM31              | 2 d'octubre de 2013    | Palomar              | Palomar Transient Factory     |
| 421305 | 2013 TX34              | 17 de febrer de 2010   | Kitt Peak            | Spacewatch                    |
| 421306 | 2013 TS36              | 23 d'abril de 2007     | Kitt Peak            | Spacewatch                    |
| 421307 | 2013 TC37              | 19 de març de 2001     | Kitt Peak            | Spacewatch                    |
| 421308 | 2013 TY39              | 10 de març de 2005     | Mount Lemmon         | Mt. Lemmon Survey             |
| 421309 | 2013 TP40              | 2 d'octubre de 2013    | Mount Lemmon         | Mt. Lemmon Survey             |
| 421310 | 2013 TA44              | 23 de setembre de 2009 | Mount Lemmon         | Mt. Lemmon Survey             |
| 421311 | 2013 TX45              | 22 d'abril de 2007     | Kitt Peak            | Spacewatch                    |
| 421312 | 2013 TJ49              | 13 de setembre de 2013 | Mount Lemmon         | Mt. Lemmon Survey             |
| 421313 | 2013 TL49              | 28 d'octubre de 1997   | Kitt Peak            | Spacewatch                    |
| 421314 | 2013 TF50              | 21 d'octubre de 2007   | Mount Lemmon         | Mt. Lemmon Survey             |
| 421315 | 2013 TY51              | 4 d'octubre de 2013    | Palomar              | Palomar Transient Factory     |
| 421316 | 2013 TP52              | 4 d'octubre de 2013    | Kitt Peak            | Spacewatch                    |
| 421317 | 2013 TE54              | 23 de setembre de 2008 | Kitt Peak            | Spacewatch                    |
| 421318 | 2013 TW58              | 14 d'octubre de 2009   | Catalina             | CSS                           |
| 421319 | 2013 TX62              | 5 de febrer de 2006    | Mount Lemmon         | Mt. Lemmon Survey             |
| 421320 | 2013 TZ62              | 4 d'octubre de 1997    | Kitt Peak            | Spacewatch                    |
| 421321 | 2013 TA63              | 19 de juliol de 2004   | Anderson Mesa        | LONEOS                        |
| 421322 | 2013 TP64              | 10 d'octubre de 2008   | Mount Lemmon         | Mt. Lemmon Survey             |
| 421323 | 2013 TK65              | 4 de març de 2005      | Mount Lemmon         | Mt. Lemmon Survey             |
| 421324 | 2013 TO67              | 10 de febrer de 2011   | Catalina             | CSS                           |
| 421325 | 2013 TZ70              | 7 de setembre de 2004  | Socorro              | LINEAR                        |
| 421326 | 2013 TE71              | 27 de setembre de 2008 | Mount Lemmon         | Mt. Lemmon Survey             |
| 421327 | 2013 TG71              | 14 de maig de 2005     | Mount Lemmon         | Mt. Lemmon Survey             |
| 421328 | 2013 TR71              | 16 de gener de 2004    | Kitt Peak            | Spacewatch                    |
| 421329 | 2013 TV71              | 20 d'abril de 2007     | Kitt Peak            | Spacewatch                    |
| 421330 | 2013 TW71              | 2 d'octubre de 2013    | Mount Lemmon         | Mt. Lemmon Survey             |
| 421331 | 2013 TL74              | 3 de maig de 2006      | Mount Lemmon         | Mt. Lemmon Survey             |
| 421332 | 2013 TZ75              | 13 de març de 2005     | Catalina             | CSS                           |
| 421333 | 2013 TA79              | 7 d'abril de 2006      | Mount Lemmon         | Mt. Lemmon Survey             |
| 421334 | 2013 TL80              | 12 de desembre de 2004 | Kitt Peak            | Spacewatch                    |
| 421335 | 2013 TM84              | 1 d'octubre de 2013    | Kitt Peak            | Spacewatch                    |
| 421336 | 2013 TZ84              | 11 de setembre de 2007 | Mount Lemmon         | Mt. Lemmon Survey             |
| 421337 | 2013 TH85              | 12 d'agost de 2002     | Socorro              | LINEAR                        |
| 421338 | 2013 TX87              | 17 de setembre de 2001 | Kitt Peak            | Spacewatch                    |
| 421339 | 2013 TT89              | 4 de gener de 2006     | Kitt Peak            | Spacewatch                    |
| 421340 | 2013 TW91              | 1 d'octubre de 2013    | Mount Lemmon         | Mt. Lemmon Survey             |
| 421341 | 2013 TV93              | 10 d'abril de 2002     | Socorro              | LINEAR                        |
| 421342 | 2013 TU95              | 19 de juliol de 2007   | Mount Lemmon         | Mt. Lemmon Survey             |
| 421343 | 2013 TC96              | 12 d'octubre de 1996   | Kitt Peak            | Spacewatch                    |
| 421344 | 2013 TD96              | 3 de desembre de 2008  | Kitt Peak            | Spacewatch                    |
| 421345 | 2013 TW96              | 4 de març de 2005      | Mount Lemmon         | Mt. Lemmon Survey             |
| 421346 | 2013 TY96              | 10 d'octubre de 2008   | Mount Lemmon         | Mt. Lemmon Survey             |
| 421347 | 2013 TB97              | 11 d'abril de 1994     | Kitt Peak            | Spacewatch                    |
| 421348 | 2013 TY97              | 30 de gener de 2006    | Kitt Peak            | Spacewatch                    |
| 421349 | 2013 TC100             | 9 de setembre de 2004  | Kitt Peak            | Spacewatch                    |
| 421350 | 2013 TH100             | 9 de febrer de 2002    | Kitt Peak            | Spacewatch                    |
| 421351 | 2013 TW103             | 3 d'octubre de 2013    | Kitt Peak            | Spacewatch                    |
| 421352 | 2013 TA104             | 5 d'octubre de 1996    | Kitt Peak            | Spacewatch                    |
| 421353 | 2013 TD105             | 18 de setembre de 2003 | Kitt Peak            | Spacewatch                    |
| 421354 | 2013 TQ106             | 5 d'octubre de 2004    | Kitt Peak            | Spacewatch                    |
| 421355 | 2013 TM108             | 24 d'octubre de 2008   | Kitt Peak            | Spacewatch                    |
| 421356 | 2013 TQ108             | 3 de novembre de 2007  | Catalina             | CSS                           |
| 421357 | 2013 TP110             | 3 d'octubre de 2013    | Mount Lemmon         | Mt. Lemmon Survey             |
| 421358 | 2013 TJ111             | 13 de maig de 2010     | WISE                 | WISE                          |
| 421359 | 2013 TF113             | 20 d'octubre de 2008   | Kitt Peak            | Spacewatch                    |
| 421360 | 2013 TR114             | 2 de novembre de 2008  | Mount Lemmon         | Mt. Lemmon Survey             |
| 421361 | 2013 TE115             | 3 d'octubre de 2013    | Kitt Peak            | Spacewatch                    |
| 421362 | 2013 TF128             | 3 de novembre de 2004  | Kitt Peak            | Spacewatch                    |
| 421363 | 2013 TU128             | 8 de juliol de 2003    | Campo Imperatore     | CINEOS                        |
| 421364 | 2013 TY128             | 23 d'agost de 2004     | Kitt Peak            | Spacewatch                    |
| 421365 | 2013 TE129             | 6 d'octubre de 2013    | Oukaïmeden           | Morocco Oukaimeden Sky Survey |
| 421366 | 2013 TH129             | 19 d'abril de 2006     | Kitt Peak            | Spacewatch                    |
| 421367 | 2013 TO129             | 23 d'octubre de 2009   | Mount Lemmon         | Mt. Lemmon Survey             |
| 421368 | 2013 TD130             | 27 d'octubre de 2005   | Mount Lemmon         | Mt. Lemmon Survey             |
| 421369 | 2013 TG130             | 11 de setembre de 2007 | XuYi                 | PMO NEO Survey Program        |
| 421370 | 2013 TL130             | 7 d'octubre de 2013    | Palomar              | Palomar Transient Factory     |
| 421371 | 2013 TU130             | 8 de juny de 2005      | Kitt Peak            | Spacewatch                    |
| 421372 | 2013 TD133             | 7 de maig de 2006      | Mount Lemmon         | Mt. Lemmon Survey             |
| 421373 | 2013 TA134             | 30 d'octubre de 2008   | Kitt Peak            | Spacewatch                    |
| 421374 | 2013 TH136             | 25 de maig de 2007     | Mount Lemmon         | Mt. Lemmon Survey             |
| 421375 | 2013 TX136             | 3 d'octubre de 2013    | Palomar              | Palomar Transient Factory     |
| 421376 | 2013 TK137             | 5 de maig de 2008      | Mount Lemmon         | Mt. Lemmon Survey             |
| 421377 | 2013 TM137             | 6 d'octubre de 2013    | Palomar              | Palomar Transient Factory     |
| 421378 | 2013 TY137             | 10 de setembre de 2007 | Catalina             | CSS                           |
| 421379 | 2013 TK140             | 9 d'octubre de 2013    | Mount Lemmon         | Mt. Lemmon Survey             |
| 421380 | 2013 TG144             | 17 de novembre de 2008 | Kitt Peak            | Spacewatch                    |
| 421381 | 2013 TW147             | 30 de desembre de 2005 | Kitt Peak            | Spacewatch                    |
| 421382 | 2013 UE4               | 25 d'octubre de 2013   | Nogales              | Tenagra II                    |
| 421383 | 2013 US5               | 23 d'octubre de 2013   | Palomar              | Palomar Transient Factory     |
| 421384 | 2013 UD6               | 24 d'agost de 2008     | Kitt Peak            | Spacewatch                    |
| 421385 | 2013 UO6               | 24 d'octubre de 2013   | Palomar              | Palomar Transient Factory     |
| 421386 | 2013 UP6               | 23 de gener de 2006    | Kitt Peak            | Spacewatch                    |
| 421387 | 2013 UX6               | 10 d'octubre de 2007   | Catalina             | CSS                           |
| 421388 | 2013 UM11              | 11 de setembre de 2007 | XuYi                 | PMO NEO Survey Program        |
| 421389 | 2013 UM12              | 23 d'agost de 2008     | Siding Spring        | Siding Spring Survey          |
| 421390 | 2013 UF13              | 8 d'octubre de 2004    | Kitt Peak            | Spacewatch                    |
| 421391 | 2013 UX13              | 1 de desembre de 2004  | Catalina             | CSS                           |
| 421392 | 2013 US14              | 17 de novembre de 2004 | Campo Imperatore     | CINEOS                        |
| 421393 | 2013 VD                | 19 de gener de 2005    | Kitt Peak            | Spacewatch                    |
| 421394 | 2013 VH3               | 2 de novembre de 2013  | Palomar              | Palomar Transient Factory     |
| 421395 | 2013 VO3               | 7 de setembre de 2004  | Kitt Peak            | Spacewatch                    |
| 421396 | 2013 VY5               | 15 de gener de 2009    | XuYi                 | PMO NEO Survey Program        |
| 421397 | 2013 VS6               | 9 de març de 2005      | Mount Lemmon         | Mt. Lemmon Survey             |
| 421398 | 2013 VK7               | 28 de gener de 2006    | Mount Lemmon         | Mt. Lemmon Survey             |
| 421399 | 2013 VY10              | 10 d'abril de 2005     | Kitt Peak            | Spacewatch                    |
| 421400 | 2013 VD14              | 4 de novembre de 2013  | Oukaïmeden           | Morocco Oukaimeden Sky Survey |

## 421401-421500
| Nom    | Designació provisional | Data de descobriment   | Lloc de descobriment | Descobridor/s             |
| ------ | ---------------------- | ---------------------- | -------------------- | ------------------------- |
| 421401 | 2013 VG14              | 22 de gener de 1998    | Kitt Peak            | Spacewatch                |
| 421402 | 2013 VY14              | 14 d'octubre de 2007   | Mount Lemmon         | Mt. Lemmon Survey         |
| 421403 | 2013 VB16              | 3 de novembre de 1991  | Kitt Peak            | Spacewatch                |
| 421404 | 2013 VH16              | 29 de maig de 2008     | Mount Lemmon         | Mt. Lemmon Survey         |
| 421405 | 2013 VT18              | 8 d'octubre de 2007    | Catalina             | CSS                       |
| 421406 | 2013 VS19              | 6 d'abril de 2005      | Kitt Peak            | Spacewatch                |
| 421407 | 2013 VA21              | 15 d'octubre de 2007   | Anderson Mesa        | LONEOS                    |
| 421408 | 2013 VG21              | 1 de juliol de 1998    | Kitt Peak            | Spacewatch                |
| 421409 | 2013 VD23              | 11 de setembre de 2004 | Socorro              | LINEAR                    |
| 421410 | 2013 VE23              | 4 de novembre de 2013  | Palomar              | Palomar Transient Factory |
| 421411 | 2013 WF1               | 19 de novembre de 2008 | Mount Lemmon         | Mt. Lemmon Survey         |
| 421412 | 2013 WN5               | 10 d'octubre de 2007   | Catalina             | CSS                       |
| 421413 | 2013 WY14              | 10 d'octubre de 2007   | Catalina             | CSS                       |
| 421414 | 2013 WP21              | 17 de gener de 2007    | Catalina             | CSS                       |
| 421415 | 2013 WH35              | 28 de desembre de 2003 | Socorro              | LINEAR                    |
| 421416 | 2013 WQ48              | 17 de març de 2005     | Mount Lemmon         | Mt. Lemmon Survey         |
| 421417 | 2013 WN50              | 15 d'octubre de 2007   | Mount Lemmon         | Mt. Lemmon Survey         |
| 421418 | 2013 WG51              | 1 de juny de 2010      | WISE                 | WISE                      |
| 421419 | 2013 WL54              | 2 d'octubre de 1997    | Caussols             | ODAS                      |
| 421420 | 2013 WS54              | 14 de febrer de 2004   | Kitt Peak            | Spacewatch                |
| 421421 | 2013 WM86              | 18 de març de 2005     | Catalina             | CSS                       |
| 421422 | 2013 WO90              | 2 de gener de 2006     | Socorro              | LINEAR                    |
| 421423 | 2013 WQ91              | 2 de novembre de 2007  | Kitt Peak            | Spacewatch                |
| 421424 | 2013 WS98              | 29 de novembre de 2013 | Mount Lemmon         | Mt. Lemmon Survey         |
| 421425 | 2013 WP108             | 14 de setembre de 2007 | Catalina             | CSS                       |
| 421426 | 2013 WX109             | 20 de novembre de 2008 | Kitt Peak            | Spacewatch                |
| 421427 | 2013 YM                | 23 de gener de 2006    | Kitt Peak            | Spacewatch                |
| 421428 | 2014 AR3               | 4 de març de 2006      | Mount Lemmon         | Mt. Lemmon Survey         |
| 421429 | 2014 AK52              | 28 de setembre de 2003 | Kitt Peak            | Spacewatch                |
| 421430 | 2014 BN51              | 11 de maig de 2010     | Mount Lemmon         | Mt. Lemmon Survey         |
| 421431 | 2014 CU22              | 10 de febrer de 2014   | Haleakala            | Pan-STARRS 1              |
| 421432 | 2014 DE13              | 30 de novembre de 2003 | Kitt Peak            | Spacewatch                |
| 421433 | 2014 DR13              | 13 de gener de 2008    | Mount Lemmon         | Mt. Lemmon Survey         |
| 421434 | 2014 DS119             | 16 de setembre de 2009 | Kitt Peak            | Spacewatch                |
| 421435 | 2014 ED51              | 11 de setembre de 2004 | Kitt Peak            | Spacewatch                |
| 421436 | 2014 FH48              | 6 de març de 2003      | Anderson Mesa        | LONEOS                    |
| 421437 | 2014 FP49              | 25 de març de 2014     | Catalina             | CSS                       |
| 421438 | 2014 FB50              | 24 de gener de 2004    | Socorro              | LINEAR                    |
| 421439 | 2014 KP8               | 16 de desembre de 1995 | Kitt Peak            | Spacewatch                |
| 421440 | 2014 KD77              | 8 d'octubre de 2008    | Mount Lemmon         | Mt. Lemmon Survey         |
| 421441 | 2014 KT97              | 8 d'octubre de 2007    | Catalina             | CSS                       |
| 421442 | 2014 MV16              | 17 de novembre de 2011 | Mount Lemmon         | Mt. Lemmon Survey         |
| 421443 | 2014 MN17              | 14 de setembre de 2004 | Anderson Mesa        | LONEOS                    |
| 421444 | 2014 MB21              | 23 de juny de 2014     | Mount Lemmon         | Mt. Lemmon Survey         |
| 421445 | 2014 MT22              | 23 de juny de 2014     | Mount Lemmon         | Mt. Lemmon Survey         |
| 421446 | 2014 MV22              | 23 de gener de 2006    | Kitt Peak            | Spacewatch                |
| 421447 | 2014 MB32              | 24 de juny de 2014     | Mount Lemmon         | Mt. Lemmon Survey         |
| 421448 | 2014 MF38              | 26 de juny de 2014     | Haleakala            | Pan-STARRS 1              |
| 421449 | 2014 MK43              | 16 d'octubre de 2009   | Catalina             | CSS                       |
| 421450 | 2014 MF55              | 21 de desembre de 2005 | Kitt Peak            | Spacewatch                |
| 421451 | 2014 MN61              | 11 de gener de 2008    | Kitt Peak            | Spacewatch                |
| 421452 | 2014 MZ61              | 18 de gener de 2012    | Kitt Peak            | Spacewatch                |
| 421453 | 2014 MO65              | 29 de juny de 2014     | Mount Lemmon         | Mt. Lemmon Survey         |
| 421454 | 2014 NH6               | 13 de desembre de 2006 | Mount Lemmon         | Mt. Lemmon Survey         |
| 421455 | 2014 NT7               | 4 d'octubre de 2005    | Mount Lemmon         | Mt. Lemmon Survey         |
| 421456 | 2014 NE16              | 10 de setembre de 2004 | Socorro              | LINEAR                    |
| 421457 | 2014 NV21              | 19 d'octubre de 1998   | Caussols             | ODAS                      |
| 421458 | 2014 NH39              | 12 de desembre de 2004 | Kitt Peak            | Spacewatch                |
| 421459 | 2014 NW56              | 16 d'abril de 2007     | Catalina             | CSS                       |
| 421460 | 2014 NM58              | 6 de juliol de 2014    | Haleakala            | Pan-STARRS 1              |
| 421461 | 2014 NP59              | 15 d'abril de 2010     | Mount Lemmon         | Mt. Lemmon Survey         |
| 421462 | 2014 NC63              | 7 de juliol de 2014    | Haleakala            | Pan-STARRS 1              |
| 421463 | 2014 OE1               | 30 de novembre de 2003 | Kitt Peak            | Spacewatch                |
| 421464 | 2014 OV1               | 7 d'octubre de 2004    | Anderson Mesa        | LONEOS                    |
| 421465 | 2014 OW1               | 16 de setembre de 2003 | Kitt Peak            | Spacewatch                |
| 421466 | 2014 OC2               | 11 d'agost de 2007     | Anderson Mesa        | LONEOS                    |
| 421467 | 2014 ON2               | 15 de setembre de 2010 | Mount Lemmon         | Mt. Lemmon Survey         |
| 421468 | 2014 OF4               | 20 d'abril de 2010     | Kitt Peak            | Spacewatch                |
| 421469 | 2014 OU5               | 1 de gener de 2008     | Kitt Peak            | Spacewatch                |
| 421470 | 2014 OW19              | 7 de setembre de 2004  | Kitt Peak            | Spacewatch                |
| 421471 | 2014 OU22              | 18 de desembre de 2007 | Mount Lemmon         | Mt. Lemmon Survey         |
| 421472 | 2014 OL27              | 2 de setembre de 2010  | Mount Lemmon         | Mt. Lemmon Survey         |
| 421473 | 2014 OH28              | 8 de desembre de 2010  | Mount Lemmon         | Mt. Lemmon Survey         |
| 421474 | 2014 OD40              | 1 de novembre de 2006  | Mount Lemmon         | Mt. Lemmon Survey         |
| 421475 | 2014 OL40              | 28 de gener de 2006    | Kitt Peak            | Spacewatch                |
| 421476 | 2014 OC41              | 14 de maig de 2008     | Mount Lemmon         | Mt. Lemmon Survey         |
| 421477 | 2014 OW42              | 8 de gener de 2006     | Mount Lemmon         | Mt. Lemmon Survey         |
| 421478 | 2014 OS43              | 12 de setembre de 2007 | Kitt Peak            | Spacewatch                |
| 421479 | 2014 OZ43              | 29 de desembre de 2003 | Kitt Peak            | Spacewatch                |
| 421480 | 2014 OS44              | 10 de setembre de 2007 | Kitt Peak            | Spacewatch                |
| 421481 | 2014 OE48              | 25 de febrer de 2007   | Kitt Peak            | Spacewatch                |
| 421482 | 2014 OB53              | 11 d'octubre de 2007   | Mount Lemmon         | Mt. Lemmon Survey         |
| 421483 | 2014 ON54              | 18 de desembre de 2004 | Mount Lemmon         | Mt. Lemmon Survey         |
| 421484 | 2014 OW54              | 30 de gener de 2004    | Kitt Peak            | Spacewatch                |
| 421485 | 2014 OZ55              | 15 de març de 2007     | Kitt Peak            | Spacewatch                |
| 421486 | 2014 OH56              | 25 d'abril de 2007     | Mount Lemmon         | Mt. Lemmon Survey         |
| 421487 | 2014 OU58              | 25 de juliol de 2014   | Haleakala            | Pan-STARRS 1              |
| 421488 | 2014 OE59              | 25 de juliol de 2014   | Haleakala            | Pan-STARRS 1              |
| 421489 | 2014 OQ59              | 8 de febrer de 2008    | Kitt Peak            | Spacewatch                |
| 421490 | 2014 OV60              | 14 de desembre de 2010 | Mount Lemmon         | Mt. Lemmon Survey         |
| 421491 | 2014 OZ62              | 16 de març de 2002     | Kitt Peak            | Spacewatch                |
| 421492 | 2014 OE63              | 11 de març de 2005     | Kitt Peak            | Spacewatch                |
| 421493 | 2014 OA65              | 14 de desembre de 2006 | Kitt Peak            | Spacewatch                |
| 421494 | 2014 OC65              | 1 de febrer de 2012    | Mount Lemmon         | Mt. Lemmon Survey         |
| 421495 | 2014 OD65              | 15 de desembre de 2006 | Kitt Peak            | Spacewatch                |
| 421496 | 2014 OO67              | 31 de gener de 2006    | Kitt Peak            | Spacewatch                |
| 421497 | 2014 OO69              | 18 de desembre de 2007 | Mount Lemmon         | Mt. Lemmon Survey         |
| 421498 | 2014 OY69              | 25 de juliol de 2014   | Haleakala            | Pan-STARRS 1              |
| 421499 | 2014 OS71              | 27 de novembre de 2006 | Kitt Peak            | Spacewatch                |
| 421500 | 2014 OZ71              | 8 de novembre de 2007  | Kitt Peak            | Spacewatch                |

## 421501-421600
| Nom    | Designació provisional | Data de descobriment   | Lloc de descobriment | Descobridor/s     |
| ------ | ---------------------- | ---------------------- | -------------------- | ----------------- |
| 421501 | 2014 OZ72              | 24 de març de 2006     | Mount Lemmon         | Mt. Lemmon Survey |
| 421502 | 2014 OD74              | 30 d'abril de 2008     | Kitt Peak            | Spacewatch        |
| 421503 | 2014 OV85              | 8 d'abril de 2010      | Mount Lemmon         | Mt. Lemmon Survey |
| 421504 | 2014 OT89              | 19 de juny de 2007     | Kitt Peak            | Spacewatch        |
| 421505 | 2014 OV89              | 17 de gener de 2004    | Kitt Peak            | Spacewatch        |
| 421506 | 2014 OF90              | 9 de gener de 2006     | Mount Lemmon         | Mt. Lemmon Survey |
| 421507 | 2014 OO92              | 26 de setembre de 2008 | Kitt Peak            | Spacewatch        |
| 421508 | 2014 OZ92              | 11 de març de 2007     | Kitt Peak            | Spacewatch        |
| 421509 | 2014 OE95              | 15 de setembre de 2007 | Anderson Mesa        | LONEOS            |
| 421510 | 2014 OT98              | 12 de desembre de 2006 | Mount Lemmon         | Mt. Lemmon Survey |
| 421511 | 2014 OA101             | 3 de febrer de 2001    | Kitt Peak            | Spacewatch        |
| 421512 | 2014 OF101             | 29 de desembre de 2005 | Kitt Peak            | Spacewatch        |
| 421513 | 2014 OV101             | 15 d'octubre de 2007   | Mount Lemmon         | Mt. Lemmon Survey |
| 421514 | 2014 OZ101             | 10 de gener de 2006    | Kitt Peak            | Spacewatch        |
| 421515 | 2014 OP102             | 22 d'octubre de 2006   | Catalina             | CSS               |
| 421516 | 2014 OH104             | 28 de desembre de 2005 | Kitt Peak            | Spacewatch        |
| 421517 | 2014 OJ106             | 10 de setembre de 2007 | Kitt Peak            | Spacewatch        |
| 421518 | 2014 OD108             | 27 de juliol de 2014   | Haleakala            | Pan-STARRS 1      |
| 421519 | 2014 OC109             | 4 de març de 2010      | Kitt Peak            | Spacewatch        |
| 421520 | 2014 OH109             | 18 de desembre de 2007 | Kitt Peak            | Spacewatch        |
| 421521 | 2014 OC110             | 14 de desembre de 1993 | Kitt Peak            | Spacewatch        |
| 421522 | 2014 OK112             | 1 de gener de 2008     | Kitt Peak            | Spacewatch        |
| 421523 | 2014 OO116             | 20 de febrer de 2009   | Kitt Peak            | Spacewatch        |
| 421524 | 2014 OS116             | 25 d'abril de 2006     | Kitt Peak            | Spacewatch        |
| 421525 | 2014 OS117             | 19 d'agost de 2009     | Kitt Peak            | Spacewatch        |
| 421526 | 2014 OX120             | 25 de juliol de 2014   | Haleakala            | Pan-STARRS 1      |
| 421527 | 2014 OT122             | 7 de gener de 2006     | Mount Lemmon         | Mt. Lemmon Survey |
| 421528 | 2014 OQ129             | 3 de gener de 2009     | Mount Lemmon         | Mt. Lemmon Survey |
| 421529 | 2014 OR130             | 18 de novembre de 2003 | Kitt Peak            | Spacewatch        |
| 421530 | 2014 OF133             | 1 de desembre de 2011  | Mount Lemmon         | Mt. Lemmon Survey |
| 421531 | 2014 OK135             | 28 d'octubre de 2006   | Catalina             | CSS               |
| 421532 | 2014 OO138             | 1 de maig de 2003      | Kitt Peak            | Spacewatch        |
| 421533 | 2014 OW146             | 7 d'octubre de 2005    | Mount Lemmon         | Mt. Lemmon Survey |
| 421534 | 2014 OC154             | 6 de setembre de 2008  | Mount Lemmon         | Mt. Lemmon Survey |
| 421535 | 2014 OO154             | 19 de desembre de 2007 | Mount Lemmon         | Mt. Lemmon Survey |
| 421536 | 2014 OU156             | 20 d'abril de 2009     | Kitt Peak            | Spacewatch        |
| 421537 | 2014 OU165             | 14 de gener de 2012    | Kitt Peak            | Spacewatch        |
| 421538 | 2014 OX165             | 10 de setembre de 2010 | Kitt Peak            | Spacewatch        |
| 421539 | 2014 ON166             | 14 de setembre de 2006 | Catalina             | CSS               |
| 421540 | 2014 OB168             | 30 de novembre de 2005 | Mount Lemmon         | Mt. Lemmon Survey |
| 421541 | 2014 OC171             | 7 de gener de 2006     | Kitt Peak            | Spacewatch        |
| 421542 | 2014 OD172             | 18 de març de 2010     | Kitt Peak            | Spacewatch        |
| 421543 | 2014 OK177             | 3 d'octubre de 2006    | Mount Lemmon         | Mt. Lemmon Survey |
| 421544 | 2014 OX177             | 4 de desembre de 2005  | Kitt Peak            | Spacewatch        |
| 421545 | 2014 OH179             | 18 d'octubre de 2007   | Kitt Peak            | Spacewatch        |
| 421546 | 2014 OY180             | 23 d'abril de 1996     | Kitt Peak            | Spacewatch        |
| 421547 | 2014 OV182             | 15 d'abril de 2005     | Kitt Peak            | Spacewatch        |
| 421548 | 2014 OD183             | 5 de juliol de 2005    | Mount Lemmon         | Mt. Lemmon Survey |
| 421549 | 2014 ON183             | 4 de setembre de 2007  | Catalina             | CSS               |
| 421550 | 2014 OA186             | 28 de setembre de 2009 | Mount Lemmon         | Mt. Lemmon Survey |
| 421551 | 2014 OT186             | 13 de setembre de 2004 | Kitt Peak            | Spacewatch        |
| 421552 | 2014 OB187             | 27 d'octubre de 2003   | Kitt Peak            | Spacewatch        |
| 421553 | 2014 OS187             | 27 de juliol de 2014   | Haleakala            | Pan-STARRS 1      |
| 421554 | 2014 OT187             | 4 d'octubre de 2003    | Kitt Peak            | Spacewatch        |
| 421555 | 2014 OK188             | 1 de novembre de 2010  | Mount Lemmon         | Mt. Lemmon Survey |
| 421556 | 2014 OM188             | 16 de març de 2007     | Mount Lemmon         | Mt. Lemmon Survey |
| 421557 | 2014 OA189             | 25 de febrer de 2006   | Kitt Peak            | Spacewatch        |
| 421558 | 2014 OK189             | 17 de setembre de 2003 | Kitt Peak            | Spacewatch        |
| 421559 | 2014 OT189             | 27 de juliol de 2014   | Haleakala            | Pan-STARRS 1      |
| 421560 | 2014 OW189             | 21 d'octubre de 2003   | Anderson Mesa        | LONEOS            |
| 421561 | 2014 OA190             | 23 de gener de 2006    | Kitt Peak            | Spacewatch        |
| 421562 | 2014 OO190             | 24 d'octubre de 2003   | Kitt Peak            | Spacewatch        |
| 421563 | 2014 OQ190             | 23 de setembre de 2008 | Kitt Peak            | Spacewatch        |
| 421564 | 2014 OS190             | 27 de juliol de 2014   | Haleakala            | Pan-STARRS 1      |
| 421565 | 2014 OD191             | 13 de febrer de 2004   | Kitt Peak            | Spacewatch        |
| 421566 | 2014 OJ192             | 11 de gener de 2008    | Mount Lemmon         | Mt. Lemmon Survey |
| 421567 | 2014 OQ192             | 21 de febrer de 2007   | Kitt Peak            | Spacewatch        |
| 421568 | 2014 OD193             | 21 de juny de 2007     | Mount Lemmon         | Mt. Lemmon Survey |
| 421569 | 2014 OE193             | 27 de juliol de 2014   | Haleakala            | Pan-STARRS 1      |
| 421570 | 2014 OF193             | 10 de març de 2008     | Mount Lemmon         | Mt. Lemmon Survey |
| 421571 | 2014 OL193             | 27 d'octubre de 2005   | Kitt Peak            | Spacewatch        |
| 421572 | 2014 OP193             | 20 de setembre de 2009 | Kitt Peak            | Spacewatch        |
| 421573 | 2014 OR193             | 1 de setembre de 2005  | Kitt Peak            | Spacewatch        |
| 421574 | 2014 OV193             | 25 de març de 2006     | Kitt Peak            | Spacewatch        |
| 421575 | 2014 OA194             | 28 d'octubre de 1997   | Kitt Peak            | Spacewatch        |
| 421576 | 2014 OL194             | 18 de juny de 2010     | Mount Lemmon         | Mt. Lemmon Survey |
| 421577 | 2014 OR194             | 16 d'octubre de 2009   | Mount Lemmon         | Mt. Lemmon Survey |
| 421578 | 2014 OV194             | 29 de juliol de 2008   | Kitt Peak            | Spacewatch        |
| 421579 | 2014 OF195             | 29 de juny de 2005     | Kitt Peak            | Spacewatch        |
| 421580 | 2014 OH195             | 21 de febrer de 2007   | Mount Lemmon         | Mt. Lemmon Survey |
| 421581 | 2014 OW195             | 8 de març de 2005      | Mount Lemmon         | Mt. Lemmon Survey |
| 421582 | 2014 OA196             | 29 d'agost de 2005     | Kitt Peak            | Spacewatch        |
| 421583 | 2014 OU196             | 30 de setembre de 2003 | Kitt Peak            | Spacewatch        |
| 421584 | 2014 OR197             | 30 de juliol de 2008   | Mount Lemmon         | Mt. Lemmon Survey |
| 421585 | 2014 OC198             | 31 de març de 2008     | Mount Lemmon         | Mt. Lemmon Survey |
| 421586 | 2014 OG198             | 6 de novembre de 2010  | Kitt Peak            | Spacewatch        |
| 421587 | 2014 OT198             | 5 de desembre de 2010  | Mount Lemmon         | Mt. Lemmon Survey |
| 421588 | 2014 OS201             | 3 de desembre de 2010  | Mount Lemmon         | Mt. Lemmon Survey |
| 421589 | 2014 OY203             | 28 de juliol de 2014   | Haleakala            | Pan-STARRS 1      |
| 421590 | 2014 OX211             | 25 de juliol de 2014   | Haleakala            | Pan-STARRS 1      |
| 421591 | 2014 OP212             | 6 d'abril de 2005      | Kitt Peak            | Spacewatch        |
| 421592 | 2014 OT213             | 30 d'octubre de 2010   | Catalina             | CSS               |
| 421593 | 2014 OV215             | 27 de juliol de 2014   | Haleakala            | Pan-STARRS 1      |
| 421594 | 2014 OH221             | 13 de febrer de 2008   | Kitt Peak            | Spacewatch        |
| 421595 | 2014 OD223             | 15 de novembre de 2006 | Mount Lemmon         | Mt. Lemmon Survey |
| 421596 | 2014 OU223             | 13 de setembre de 2007 | Mount Lemmon         | Mt. Lemmon Survey |
| 421597 | 2014 OL227             | 16 d'octubre de 2009   | Mount Lemmon         | Mt. Lemmon Survey |
| 421598 | 2014 OP228             | 2 d'octubre de 1999    | Kitt Peak            | Spacewatch        |
| 421599 | 2014 OA229             | 23 de setembre de 2008 | Mount Lemmon         | Mt. Lemmon Survey |
| 421600 | 2014 OE229             | 27 de juliol de 2014   | Haleakala            | Pan-STARRS 1      |

## 421601-421700
| Nom    | Designació provisional | Data de descobriment   | Lloc de descobriment | Descobridor/s                                          |
| ------ | ---------------------- | ---------------------- | -------------------- | ------------------------------------------------------ |
| 421601 | 2014 OS229             | 22 de setembre de 2003 | Anderson Mesa        | LONEOS                                                 |
| 421602 | 2014 OV229             | 27 de juliol de 2014   | Haleakala            | Pan-STARRS 1                                           |
| 421603 | 2014 OW229             | 17 de gener de 2007    | Kitt Peak            | Spacewatch                                             |
| 421604 | 2014 OD231             | 7 de febrer de 2003    | Kitt Peak            | Spacewatch                                             |
| 421605 | 2014 OG231             | 31 d'octubre de 2010   | Mount Lemmon         | Mt. Lemmon Survey                                      |
| 421606 | 2014 OA232             | 3 de febrer de 2008    | Kitt Peak            | Spacewatch                                             |
| 421607 | 2014 OX233             | 29 d'octubre de 2008   | Kitt Peak            | Spacewatch                                             |
| 421608 | 2014 OA234             | 28 de setembre de 2008 | Mount Lemmon         | Mt. Lemmon Survey                                      |
| 421609 | 2014 OS234             | 3 d'octubre de 2003    | Kitt Peak            | Spacewatch                                             |
| 421610 | 2014 OQ238             | 30 de setembre de 2005 | Mount Lemmon         | Mt. Lemmon Survey                                      |
| 421611 | 2014 OF241             | 30 d'octubre de 2005   | Kitt Peak            | Spacewatch                                             |
| 421612 | 2014 OW241             | 24 d'abril de 2001     | Kitt Peak            | Spacewatch                                             |
| 421613 | 2014 OP243             | 1 de març de 2009      | Kitt Peak            | Spacewatch                                             |
| 421614 | 2014 OH244             | 5 de desembre de 1999  | Kitt Peak            | Spacewatch                                             |
| 421615 | 2014 OO245             | 29 de juliol de 2014   | Haleakala            | Pan-STARRS 1                                           |
| 421616 | 2014 OX253             | 23 de gener de 2006    | Kitt Peak            | Spacewatch                                             |
| 421617 | 2014 OK254             | 10 d'octubre de 2010   | Mount Lemmon         | Mt. Lemmon Survey                                      |
| 421618 | 2014 OX262             | 29 de juliol de 2014   | Haleakala            | Pan-STARRS 1                                           |
| 421619 | 2014 OV277             | 21 de novembre de 2007 | Mount Lemmon         | Mt. Lemmon Survey                                      |
| 421620 | 2014 OQ285             | 11 de desembre de 2004 | Kitt Peak            | Spacewatch                                             |
| 421621 | 2014 OH288             | 11 de març de 2008     | Kitt Peak            | Spacewatch                                             |
| 421622 | 2014 OV291             | 16 de març de 2007     | Kitt Peak            | Spacewatch                                             |
| 421623 | 2014 OW292             | 10 d'agost de 2007     | Kitt Peak            | Spacewatch                                             |
| 421624 | 2014 ON293             | 25 d'octubre de 2005   | Mount Lemmon         | Mt. Lemmon Survey                                      |
| 421625 | 2014 OK294             | 21 de novembre de 2006 | Mount Lemmon         | Mt. Lemmon Survey                                      |
| 421626 | 2014 OJ295             | 17 d'octubre de 2010   | Mount Lemmon         | Mt. Lemmon Survey                                      |
| 421627 | 2014 OM295             | 29 de juliol de 2014   | Haleakala            | Pan-STARRS 1                                           |
| 421628 | 2014 OO295             | 29 de juliol de 2014   | Haleakala            | Pan-STARRS 1                                           |
| 421629 | 2014 OZ295             | 7 d'octubre de 1999    | Kitt Peak            | Spacewatch                                             |
| 421630 | 2014 OB296             | 29 de juliol de 2014   | Haleakala            | Pan-STARRS 1                                           |
| 421631 | 2014 ON296             | 29 d'abril de 2008     | Mount Lemmon         | Mt. Lemmon Survey                                      |
| 421632 | 2014 ON297             | 3 de febrer de 2009    | Kitt Peak            | Spacewatch                                             |
| 421633 | 2014 OY297             | 10 de desembre de 2010 | Mount Lemmon         | Mt. Lemmon Survey                                      |
| 421634 | 2014 OB298             | 7 de juliol de 2010    | Kitt Peak            | Spacewatch                                             |
| 421635 | 2014 OM298             | 2 d'octubre de 2005    | Mount Lemmon         | Mt. Lemmon Survey                                      |
| 421636 | 2014 OM299             | 19 de febrer de 2009   | Kitt Peak            | Spacewatch                                             |
| 421637 | 2014 OU302             | 6 de gener de 2006     | Kitt Peak            | Spacewatch                                             |
| 421638 | 2014 OV302             | 2 d'octubre de 2006    | Mount Lemmon         | Mt. Lemmon Survey                                      |
| 421639 | 2014 OQ305             | 23 de gener de 2006    | Kitt Peak            | Spacewatch                                             |
| 421640 | 2014 OS311             | 20 de novembre de 2007 | Kitt Peak            | Spacewatch                                             |
| 421641 | 2014 ON315             | 10 d'agost de 2007     | Kitt Peak            | Spacewatch                                             |
| 421642 | 2014 OH328             | 7 de gener de 2006     | Kitt Peak            | Spacewatch                                             |
| 421643 | 2014 ON329             | 13 de novembre de 2007 | Kitt Peak            | Spacewatch                                             |
| 421644 | 2014 OW332             | 16 de novembre de 2010 | Mount Lemmon         | Mt. Lemmon Survey                                      |
| 421645 | 2014 OZ334             | 29 d'octubre de 2010   | Mount Lemmon         | Mt. Lemmon Survey                                      |
| 421646 | 2014 OB335             | 27 d'octubre de 2006   | Kitt Peak            | Spacewatch                                             |
| 421647 | 2014 OP336             | 2 de febrer de 2005    | Kitt Peak            | Spacewatch                                             |
| 421648 | 2014 OE337             | 13 de març de 2007     | Kitt Peak            | Spacewatch                                             |
| 421649 | 2014 OM337             | 2 de febrer de 2006    | Mount Lemmon         | Mt. Lemmon Survey                                      |
| 421650 | 2014 OG338             | 15 de desembre de 2006 | Mount Lemmon         | Mt. Lemmon Survey                                      |
| 421651 | 2014 OY341             | 28 de setembre de 2003 | Kitt Peak            | Spacewatch                                             |
| 421652 | 2014 OQ343             | 28 de desembre de 2000 | Kitt Peak            | Spacewatch                                             |
| 421653 | 2014 OO349             | 22 d'abril de 2007     | Kitt Peak            | Spacewatch                                             |
| 421654 | 2014 OR355             | 22 d'abril de 2007     | Mount Lemmon         | Mt. Lemmon Survey                                      |
| 421655 | 2014 OR356             | 25 de desembre de 2005 | Kitt Peak            | Spacewatch                                             |
| 421656 | 2014 OL357             | 21 de febrer de 2007   | Mount Lemmon         | Mt. Lemmon Survey                                      |
| 421657 | 2014 OB363             | 12 d'abril de 2004     | Kitt Peak            | Spacewatch                                             |
| 421658 | 2014 OA364             | 18 de desembre de 2007 | Mount Lemmon         | Mt. Lemmon Survey                                      |
| 421659 | 2014 OO364             | 18 d'agost de 2009     | Kitt Peak            | Spacewatch                                             |
| 421660 | 2014 OH366             | 12 de gener de 2008    | Kitt Peak            | Spacewatch                                             |
| 421661 | 2014 OE372             | 11 de setembre de 2007 | Kitt Peak            | Spacewatch                                             |
| 421662 | 2014 OG374             | 25 de juliol de 2014   | Haleakala            | Pan-STARRS 1                                           |
| 421663 | 2014 OM374             | 28 de febrer de 2006   | Catalina             | CSS                                                    |
| 421664 | 2014 OR374             | 5 d'abril de 2010      | Kitt Peak            | Spacewatch                                             |
| 421665 | 2014 OX374             | 6 de setembre de 1999  | Kitt Peak            | Spacewatch                                             |
| 421666 | 2014 OE375             | 29 d'agost de 2006     | Kitt Peak            | Spacewatch                                             |
| 421667 | 2014 OC376             | 13 de febrer de 2009   | Mount Lemmon         | Mt. Lemmon Survey                                      |
| 421668 | 2014 OR376             | 25 de juliol de 2014   | Haleakala            | Pan-STARRS 1                                           |
| 421669 | 2014 OA377             | 19 de febrer de 2009   | Kitt Peak            | Spacewatch                                             |
| 421670 | 2014 OS377             | 20 de febrer de 2009   | Kitt Peak            | Spacewatch                                             |
| 421671 | 2014 OK378             | 3 de desembre de 2007  | Kitt Peak            | Spacewatch                                             |
| 421672 | 2014 OV378             | 17 d'octubre de 2003   | Kitt Peak            | Spacewatch                                             |
| 421673 | 2014 OX378             | 7 de gener de 2006     | Kitt Peak            | Spacewatch                                             |
| 421674 | 2014 OV380             | 2 d'octubre de 2006    | Mount Lemmon         | Mt. Lemmon Survey                                      |
| 421675 | 2014 OG383             | 9 de febrer de 2007    | Catalina             | CSS                                                    |
| 421676 | 2014 OF384             | 4 d'octubre de 2004    | Kitt Peak            | Spacewatch                                             |
| 421677 | 2014 OG384             | 27 de juliol de 2014   | Haleakala            | Pan-STARRS 1                                           |
| 421678 | 2014 OP386             | 21 d'octubre de 2007   | Mount Lemmon         | Mt. Lemmon Survey                                      |
| 421679 | 2014 OU386             | 28 de juliol de 2014   | Haleakala            | Pan-STARRS 1                                           |
| 421680 | 2014 OA387             | 5 de desembre de 2007  | Mount Lemmon         | Mt. Lemmon Survey                                      |
| 421681 | 2014 OG387             | 7 de febrer de 2008    | Kitt Peak            | Spacewatch                                             |
| 421682 | 2014 OJ387             | 28 de juliol de 2014   | Haleakala            | Pan-STARRS 1                                           |
| 421683 | 2014 OF389             | 8 de juliol de 2010    | Kitt Peak            | Spacewatch                                             |
| 421684 | 2014 OG389             | 13 de setembre de 1998 | Kitt Peak            | Spacewatch                                             |
| 421685 | 2014 OG390             | 17 de setembre de 2009 | Catalina             | CSS                                                    |
| 421686 | 2014 OE392             | 16 d'octubre de 1977   | Palomar              | C. J. van Houten, I. van Houten-Groeneveld, T. Gehrels |
| 421687 | 2014 OV392             | 14 d'octubre de 2004   | Anderson Mesa        | LONEOS                                                 |
| 421688 | 2014 OL393             | 25 de juliol de 2014   | Space Surveillan     | LINEAR                                                 |
| 421689 | 2014 PM                | 8 d'octubre de 2007    | Catalina             | CSS                                                    |
| 421690 | 2014 PV                | 18 de novembre de 2006 | Mount Lemmon         | Mt. Lemmon Survey                                      |
| 421691 | 2014 PB1               | 17 d'octubre de 2006   | Kitt Peak            | Spacewatch                                             |
| 421692 | 2014 PE2               | 3 d'agost de 2014      | Haleakala            | Pan-STARRS 1                                           |
| 421693 | 2014 PM3               | 31 de març de 2008     | Kitt Peak            | Spacewatch                                             |
| 421694 | 2014 PN6               | 20 de gener de 2009    | Mount Lemmon         | Mt. Lemmon Survey                                      |
| 421695 | 2014 PV6               | 6 d'abril de 2008      | Kitt Peak            | Spacewatch                                             |
| 421696 | 2014 PC7               | 30 de setembre de 2006 | Catalina             | CSS                                                    |
| 421697 | 2014 PN8               | 25 de setembre de 2006 | Mount Lemmon         | Mt. Lemmon Survey                                      |
| 421698 | 2014 PN10              | 11 d'abril de 2005     | Mount Lemmon         | Mt. Lemmon Survey                                      |
| 421699 | 2014 PT10              | 9 de setembre de 2007  | Kitt Peak            | Spacewatch                                             |
| 421700 | 2014 PU10              | 13 de febrer de 2007   | Mount Lemmon         | Mt. Lemmon Survey                                      |

## 421701-421800
| Nom    | Designació provisional | Data de descobriment   | Lloc de descobriment | Descobridor/s     |
| ------ | ---------------------- | ---------------------- | -------------------- | ----------------- |
| 421701 | 2014 PY10              | 2 de novembre de 2007  | Kitt Peak            | Spacewatch        |
| 421702 | 2014 PL11              | 31 de desembre de 2011 | Mount Lemmon         | Mt. Lemmon Survey |
| 421703 | 2014 PS12              | 23 de juny de 2007     | Kitt Peak            | Spacewatch        |
| 421704 | 2014 PR14              | 11 de febrer de 2000   | Kitt Peak            | Spacewatch        |
| 421705 | 2014 PF15              | 4 de setembre de 2003  | Kitt Peak            | Spacewatch        |
| 421706 | 2014 PK17              | 2 de febrer de 2008    | Mount Lemmon         | Mt. Lemmon Survey |
| 421707 | 2014 PP21              | 17 de gener de 2009    | Kitt Peak            | Spacewatch        |
| 421708 | 2014 PR21              | 12 de desembre de 1998 | Kitt Peak            | Spacewatch        |
| 421709 | 2014 PH22              | 5 de gener de 2012     | Kitt Peak            | Spacewatch        |
| 421710 | 2014 PL22              | 23 de setembre de 2001 | Kitt Peak            | Spacewatch        |
| 421711 | 2014 PK23              | 31 d'agost de 2005     | Kitt Peak            | Spacewatch        |
| 421712 | 2014 PD25              | 17 de gener de 2009    | Kitt Peak            | Spacewatch        |
| 421713 | 2014 PF25              | 22 de novembre de 2006 | Kitt Peak            | Spacewatch        |
| 421714 | 2014 PB26              | 27 de desembre de 2006 | Mount Lemmon         | Mt. Lemmon Survey |
| 421715 | 2014 PV26              | 3 d'agost de 2014      | Haleakala            | Pan-STARRS 1      |
| 421716 | 2014 PW26              | 27 de novembre de 2006 | Kitt Peak            | Spacewatch        |
| 421717 | 2014 PJ27              | 7 de setembre de 2004  | Kitt Peak            | Spacewatch        |
| 421718 | 2014 PF29              | 1 d'octubre de 2005    | Kitt Peak            | Spacewatch        |
| 421719 | 2014 PV30              | 3 de novembre de 2007  | Mount Lemmon         | Mt. Lemmon Survey |
| 421720 | 2014 PY30              | 27 de gener de 2007    | Kitt Peak            | Spacewatch        |
| 421721 | 2014 PD32              | 16 de setembre de 2003 | Kitt Peak            | Spacewatch        |
| 421722 | 2014 PF32              | 17 de novembre de 2006 | Kitt Peak            | Spacewatch        |
| 421723 | 2014 PY33              | 16 de setembre de 2009 | Kitt Peak            | Spacewatch        |
| 421724 | 2014 PG34              | 24 d'abril de 2008     | Mount Lemmon         | Mt. Lemmon Survey |
| 421725 | 2014 PK34              | 6 de març de 2008      | Mount Lemmon         | Mt. Lemmon Survey |
| 421726 | 2014 PQ36              | 12 d'agost de 1999     | Kitt Peak            | Spacewatch        |
| 421727 | 2014 PV36              | 7 de maig de 2010      | Catalina             | CSS               |
| 421728 | 2014 PO37              | 23 d'octubre de 2006   | Mount Lemmon         | Mt. Lemmon Survey |
| 421729 | 2014 PP37              | 8 de maig de 2005      | Kitt Peak            | Spacewatch        |
| 421730 | 2014 PS37              | 22 de desembre de 2008 | Mount Lemmon         | Mt. Lemmon Survey |
| 421731 | 2014 PU38              | 22 de juny de 1995     | Kitt Peak            | Spacewatch        |
| 421732 | 2014 PA40              | 31 d'octubre de 2010   | Mount Lemmon         | Mt. Lemmon Survey |
| 421733 | 2014 PB40              | 24 de febrer de 2008   | Mount Lemmon         | Mt. Lemmon Survey |
| 421734 | 2014 PK40              | 30 de novembre de 2005 | Mount Lemmon         | Mt. Lemmon Survey |
| 421735 | 2014 PO41              | 10 d'octubre de 2008   | Mount Lemmon         | Mt. Lemmon Survey |
| 421736 | 2014 PP42              | 27 d'agost de 2006     | Kitt Peak            | Spacewatch        |
| 421737 | 2014 PR42              | 28 de setembre de 2009 | Kitt Peak            | Spacewatch        |
| 421738 | 2014 PW42              | 16 de setembre de 2006 | Catalina             | CSS               |
| 421739 | 2014 PK44              | 7 d'octubre de 2005    | Mount Lemmon         | Mt. Lemmon Survey |
| 421740 | 2014 PJ45              | 11 de març de 2007     | Kitt Peak            | Spacewatch        |
| 421741 | 2014 PX45              | 4 d'agost de 2014      | Haleakala            | Pan-STARRS 1      |
| 421742 | 2014 PC46              | 22 de desembre de 2008 | Kitt Peak            | Spacewatch        |
| 421743 | 2014 PK48              | 1 de desembre de 2005  | Kitt Peak            | Spacewatch        |
| 421744 | 2014 PU49              | 2 de febrer de 2006    | Kitt Peak            | Spacewatch        |
| 421745 | 2014 PO50              | 1 de febrer de 2005    | Kitt Peak            | Spacewatch        |
| 421746 | 2014 PP50              | 6 de juny de 2011      | Mount Lemmon         | Mt. Lemmon Survey |
| 421747 | 2014 PV51              | 4 de febrer de 2006    | Kitt Peak            | Spacewatch        |
| 421748 | 2014 PA52              | 29 d'agost de 2005     | Anderson Mesa        | LONEOS            |
| 421749 | 2014 PY52              | 21 de febrer de 2007   | Mount Lemmon         | Mt. Lemmon Survey |
| 421750 | 2014 PP53              | 11 de setembre de 2004 | Kitt Peak            | Spacewatch        |
| 421751 | 2014 PZ54              | 18 de setembre de 2001 | Kitt Peak            | Spacewatch        |
| 421752 | 2014 PT55              | 17 d'agost de 2009     | Kitt Peak            | Spacewatch        |
| 421753 | 2014 PW55              | 27 de setembre de 2009 | Catalina             | CSS               |
| 421754 | 2014 PC56              | 29 de setembre de 2009 | Mount Lemmon         | Mt. Lemmon Survey |
| 421755 | 2014 PF56              | 4 d'agost de 2014      | Haleakala            | Pan-STARRS 1      |
| 421756 | 2014 PK56              | 4 d'agost de 2014      | Haleakala            | Pan-STARRS 1      |
| 421757 | 2014 PN56              | 18 de febrer de 2008   | Mount Lemmon         | Mt. Lemmon Survey |
| 421758 | 2014 PS56              | 27 de setembre de 2008 | Mount Lemmon         | Mt. Lemmon Survey |
| 421759 | 2014 PH57              | 28 d'octubre de 2006   | Catalina             | CSS               |
| 421760 | 2014 PT57              | 30 de setembre de 2003 | Anderson Mesa        | LONEOS            |
| 421761 | 2014 PP64              | 14 d'agost de 2014     | Haleakala            | Pan-STARRS 1      |
| 421762 | 2014 PZ64              | 30 de setembre de 2006 | Kitt Peak            | Spacewatch        |
| 421763 | 2014 PQ65              | 7 d'octubre de 2010    | Catalina             | CSS               |
| 421764 | 2014 PK66              | 19 de novembre de 2001 | Anderson Mesa        | LONEOS            |
| 421765 | 2014 PA69              | 30 de gener de 2004    | Kitt Peak            | Spacewatch        |
| 421766 | 2014 PE69              | 5 de maig de 2008      | Mount Lemmon         | Mt. Lemmon Survey |
| 421767 | 2014 PF70              | 4 de febrer de 2006    | Mount Lemmon         | Mt. Lemmon Survey |
| 421768 | 2014 QS                | 17 d'octubre de 2007   | Mount Lemmon         | Mt. Lemmon Survey |
| 421769 | 2014 QD1               | 17 de març de 2013     | Mount Lemmon         | Mt. Lemmon Survey |
| 421770 | 2014 QV1               | 13 de setembre de 2005 | Catalina             | CSS               |
| 421771 | 2014 QB2               | 3 de gener de 2000     | Socorro              | LINEAR            |
| 421772 | 2014 QK3               | 30 de novembre de 2005 | Anderson Mesa        | LONEOS            |
| 421773 | 2014 QN10              | 21 de juliol de 2006   | Mount Lemmon         | Mt. Lemmon Survey |
| 421774 | 2014 QM13              | 20 de desembre de 2009 | Mount Lemmon         | Mt. Lemmon Survey |
| 421775 | 2014 QG18              | 10 de gener de 2006    | Mount Lemmon         | Mt. Lemmon Survey |
| 421776 | 2014 QU19              | 18 d'agost de 2014     | Haleakala            | Pan-STARRS 1      |
| 421777 | 2014 QV19              | 30 de setembre de 2003 | Kitt Peak            | Spacewatch        |
| 421778 | 2014 QW21              | 18 d'agost de 2014     | Haleakala            | Pan-STARRS 1      |
| 421779 | 2014 QX21              | 6 de desembre de 2005  | Mount Lemmon         | Mt. Lemmon Survey |
| 421780 | 2014 QC22              | 13 de març de 2007     | Mount Lemmon         | Mt. Lemmon Survey |
| 421781 | 2014 QG22              | 14 d'agost de 2004     | Campo Imperatore     | CINEOS            |
| 421782 | 2014 QK22              | 27 d'octubre de 2005   | Mount Lemmon         | Mt. Lemmon Survey |
| 421783 | 2014 QA23              | 14 d'octubre de 2009   | Catalina             | CSS               |
| 421784 | 2014 QL23              | 17 de setembre de 2003 | Kitt Peak            | Spacewatch        |
| 421785 | 2014 QP24              | 17 de setembre de 2009 | Kitt Peak            | Spacewatch        |
| 421786 | 2014 QQ24              | 10 de març de 2008     | Kitt Peak            | Spacewatch        |
| 421787 | 2014 QF25              | 14 de març de 2007     | Kitt Peak            | Spacewatch        |
| 421788 | 2014 QM25              | 18 d'agost de 2014     | Haleakala            | Pan-STARRS 1      |
| 421789 | 2014 QQ25              | 9 d'octubre de 2010    | Mount Lemmon         | Mt. Lemmon Survey |
| 421790 | 2014 QY25              | 18 d'agost de 2014     | Haleakala            | Pan-STARRS 1      |
| 421791 | 2014 QN27              | 25 d'agost de 2005     | Campo Imperatore     | CINEOS            |
| 421792 | 2014 QR27              | 18 d'agost de 2014     | Haleakala            | Pan-STARRS 1      |
| 421793 | 2014 QA28              | 18 d'agost de 2014     | Haleakala            | Pan-STARRS 1      |
| 421794 | 2014 QC28              | 4 de maig de 2006      | Mount Lemmon         | Mt. Lemmon Survey |
| 421795 | 2014 QJ29              | 18 d'agost de 2014     | Haleakala            | Pan-STARRS 1      |
| 421796 | 2014 QO29              | 12 de setembre de 2007 | Catalina             | CSS               |
| 421797 | 2014 QP29              | 18 d'agost de 2014     | Haleakala            | Pan-STARRS 1      |
| 421798 | 2014 QA30              | 19 de setembre de 1995 | Kitt Peak            | Spacewatch        |
| 421799 | 2014 QB30              | 15 d'agost de 2009     | Kitt Peak            | Spacewatch        |
| 421800 | 2014 QH30              | 5 de gener de 2006     | Mount Lemmon         | Mt. Lemmon Survey |

## 421801-421900
| Nom    | Designació provisional | Data de descobriment   | Lloc de descobriment | Descobridor/s     |
| ------ | ---------------------- | ---------------------- | -------------------- | ----------------- |
| 421801 | 2014 QM30              | 24 d'abril de 2007     | Mount Lemmon         | Mt. Lemmon Survey |
| 421802 | 2014 QJ34              | 11 de juliol de 2009   | Kitt Peak            | Spacewatch        |
| 421803 | 2014 QY35              | 6 de juny de 2003      | Kitt Peak            | Spacewatch        |
| 421804 | 2014 QZ35              | 16 de maig de 2005     | Mount Lemmon         | Mt. Lemmon Survey |
| 421805 | 2014 QS36              | 30 d'agost de 2005     | Kitt Peak            | Spacewatch        |
| 421806 | 2014 QT36              | 13 de febrer de 2008   | Mount Lemmon         | Mt. Lemmon Survey |
| 421807 | 2014 QV36              | 20 d'agost de 2009     | Kitt Peak            | Spacewatch        |
| 421808 | 2014 QB37              | 21 de febrer de 2007   | Kitt Peak            | Spacewatch        |
| 421809 | 2014 QG38              | 17 d'agost de 2014     | Sandlot              | G. Hug            |
| 421810 | 2014 QN38              | 30 d'agost de 2005     | Kitt Peak            | Spacewatch        |
| 421811 | 2014 QO42              | 27 de desembre de 2005 | Kitt Peak            | Spacewatch        |
| 421812 | 2014 QQ47              | 19 de novembre de 2008 | Mount Lemmon         | Mt. Lemmon Survey |
| 421813 | 2014 QG50              | 11 de febrer de 2008   | Mount Lemmon         | Mt. Lemmon Survey |
| 421814 | 2014 QV50              | 16 de març de 2007     | Kitt Peak            | Spacewatch        |
| 421815 | 2014 QA52              | 30 de desembre de 2005 | Kitt Peak            | Spacewatch        |
| 421816 | 2014 QL53              | 20 d'agost de 2014     | Haleakala            | Pan-STARRS 1      |
| 421817 | 2014 QA55              | 16 de setembre de 2009 | Mount Lemmon         | Mt. Lemmon Survey |
| 421818 | 2014 QW64              | 11 de setembre de 1994 | Kitt Peak            | Spacewatch        |
| 421819 | 2014 QZ64              | 13 de febrer de 2002   | Kitt Peak            | Spacewatch        |
| 421820 | 2014 QX74              | 20 d'agost de 2014     | Haleakala            | Pan-STARRS 1      |
| 421821 | 2014 QB78              | 10 de gener de 2006    | Kitt Peak            | Spacewatch        |
| 421822 | 2014 QA91              | 9 de desembre de 2004  | Kitt Peak            | Spacewatch        |
| 421823 | 2014 QU92              | 25 de setembre de 2009 | Catalina             | CSS               |
| 421824 | 2014 QO93              | 12 d'octubre de 2007   | Mount Lemmon         | Mt. Lemmon Survey |
| 421825 | 2014 QC94              | 13 de març de 2007     | Kitt Peak            | Spacewatch        |
| 421826 | 2014 QF101             | 24 de febrer de 2009   | Kitt Peak            | Spacewatch        |
| 421827 | 2014 QP104             | 14 de febrer de 2005   | Kitt Peak            | Spacewatch        |
| 421828 | 2014 QU106             | 23 de febrer de 2012   | Mount Lemmon         | Mt. Lemmon Survey |
| 421829 | 2014 QV113             | 10 de setembre de 2010 | Kitt Peak            | Spacewatch        |
| 421830 | 2014 QA114             | 2 de febrer de 2006    | Kitt Peak            | Spacewatch        |
| 421831 | 2014 QU114             | 4 de febrer de 2006    | Mount Lemmon         | Mt. Lemmon Survey |
| 421832 | 2014 QT116             | 17 d'octubre de 2010   | Mount Lemmon         | Mt. Lemmon Survey |
| 421833 | 2014 QG117             | 1 d'octubre de 2005    | Kitt Peak            | Spacewatch        |
| 421834 | 2014 QU117             | 30 d'agost de 2005     | Campo Imperatore     | CINEOS            |
| 421835 | 2014 QJ119             | 26 de desembre de 2005 | Kitt Peak            | Spacewatch        |
| 421836 | 2014 QQ119             | 6 de maig de 2006      | Mount Lemmon         | Mt. Lemmon Survey |
| 421837 | 2014 QB120             | 26 de novembre de 2005 | Kitt Peak            | Spacewatch        |
| 421838 | 2014 QR120             | 17 de setembre de 2006 | Kitt Peak            | Spacewatch        |
| 421839 | 2014 QD121             | 26 de gener de 2000    | Kitt Peak            | Spacewatch        |
| 421840 | 2014 QP121             | 8 d'abril de 2003      | Kitt Peak            | Spacewatch        |
| 421841 | 2014 QV121             | 20 d'agost de 2014     | Haleakala            | Pan-STARRS 1      |
| 421842 | 2014 QG122             | 11 d'octubre de 2007   | Catalina             | CSS               |
| 421843 | 2014 QL122             | 18 de gener de 2009    | Kitt Peak            | Spacewatch        |
| 421844 | 2014 QX122             | 11 d'agost de 1997     | Kitt Peak            | Spacewatch        |
| 421845 | 2014 QX128             | 24 de setembre de 1995 | Kitt Peak            | Spacewatch        |
| 421846 | 2014 QN129             | 8 d'octubre de 1999    | Kitt Peak            | Spacewatch        |
| 421847 | 2014 QY129             | 15 de novembre de 1998 | Kitt Peak            | Spacewatch        |
| 421848 | 2014 QP131             | 31 de març de 2008     | Kitt Peak            | Spacewatch        |
| 421849 | 2014 QA132             | 7 d'abril de 2006      | Kitt Peak            | Spacewatch        |
| 421850 | 2014 QC133             | 20 d'agost de 2014     | Haleakala            | Pan-STARRS 1      |
| 421851 | 2014 QR133             | 12 de desembre de 2006 | Kitt Peak            | Spacewatch        |
| 421852 | 2014 QP134             | 10 de març de 2007     | Kitt Peak            | Spacewatch        |
| 421853 | 2014 QQ135             | 1 de febrer de 2006    | Kitt Peak            | Spacewatch        |
| 421854 | 2014 QR135             | 15 de novembre de 2010 | Mount Lemmon         | Mt. Lemmon Survey |
| 421855 | 2014 QK136             | 28 de desembre de 2005 | Mount Lemmon         | Mt. Lemmon Survey |
| 421856 | 2014 QP137             | 17 de setembre de 2003 | Kitt Peak            | Spacewatch        |
| 421857 | 2014 QZ137             | 3 de setembre de 1999  | Kitt Peak            | Spacewatch        |
| 421858 | 2014 QR139             | 22 de juliol de 1995   | Kitt Peak            | Spacewatch        |
| 421859 | 2014 QL141             | 14 de febrer de 2004   | Kitt Peak            | Spacewatch        |
| 421860 | 2014 QW142             | 23 de setembre de 2000 | Anderson Mesa        | LONEOS            |
| 421861 | 2014 QC143             | 26 d'octubre de 2009   | Mount Lemmon         | Mt. Lemmon Survey |
| 421862 | 2014 QE143             | 3 de maig de 2009      | Kitt Peak            | Spacewatch        |
| 421863 | 2014 QE145             | 27 de desembre de 2006 | Mount Lemmon         | Mt. Lemmon Survey |
| 421864 | 2014 QV146             | 11 d'octubre de 2010   | Mount Lemmon         | Mt. Lemmon Survey |
| 421865 | 2014 QK148             | 29 de setembre de 2005 | Kitt Peak            | Spacewatch        |
| 421866 | 2014 QV148             | 25 d'abril de 2006     | Mount Lemmon         | Mt. Lemmon Survey |
| 421867 | 2014 QW150             | 30 de novembre de 2005 | Kitt Peak            | Spacewatch        |
| 421868 | 2014 QA151             | 20 d'agost de 2014     | Haleakala            | Pan-STARRS 1      |
| 421869 | 2014 QG151             | 23 d'octubre de 2006   | Mount Lemmon         | Mt. Lemmon Survey |
| 421870 | 2014 QL151             | 12 d'octubre de 2007   | Mount Lemmon         | Mt. Lemmon Survey |
| 421871 | 2014 QA152             | 11 d'octubre de 2004   | Kitt Peak            | Spacewatch        |
| 421872 | 2014 QD152             | 15 de setembre de 2009 | Mount Lemmon         | Mt. Lemmon Survey |
| 421873 | 2014 QE152             | 2 de novembre de 2011  | Kitt Peak            | Spacewatch        |
| 421874 | 2014 QE167             | 27 de maig de 2000     | Socorro              | LINEAR            |
| 421875 | 2014 QA170             | 27 de juny de 2005     | Mount Lemmon         | Mt. Lemmon Survey |
| 421876 | 2014 QH170             | 12 de novembre de 2005 | Kitt Peak            | Spacewatch        |
| 421877 | 2014 QO170             | 2 de febrer de 2006    | Mount Lemmon         | Mt. Lemmon Survey |
| 421878 | 2014 QL171             | 26 d'octubre de 2009   | Mount Lemmon         | Mt. Lemmon Survey |
| 421879 | 2014 QW171             | 4 de setembre de 2010  | Mount Lemmon         | Mt. Lemmon Survey |
| 421880 | 2014 QT172             | 5 de desembre de 2005  | Kitt Peak            | Spacewatch        |
| 421881 | 2014 QY173             | 19 d'agost de 2006     | Kitt Peak            | Spacewatch        |
| 421882 | 2014 QM174             | 5 de novembre de 2007  | Mount Lemmon         | Mt. Lemmon Survey |
| 421883 | 2014 QR174             | 18 de setembre de 2003 | Kitt Peak            | Spacewatch        |
| 421884 | 2014 QB176             | 20 de febrer de 2002   | Kitt Peak            | Spacewatch        |
| 421885 | 2014 QR176             | 30 de setembre de 2003 | Kitt Peak            | Spacewatch        |
| 421886 | 2014 QM177             | 12 de setembre de 2007 | Mount Lemmon         | Mt. Lemmon Survey |
| 421887 | 2014 QS178             | 16 de setembre de 2003 | Kitt Peak            | Spacewatch        |
| 421888 | 2014 QQ180             | 22 d'agost de 2014     | Haleakala            | Pan-STARRS 1      |
| 421889 | 2014 QB188             | 22 d'agost de 2014     | Haleakala            | Pan-STARRS 1      |
| 421890 | 2014 QP193             | 5 de desembre de 2005  | Kitt Peak            | Spacewatch        |
| 421891 | 2014 QT193             | 9 de febrer de 2008    | Kitt Peak            | Spacewatch        |
| 421892 | 2014 QO196             | 23 de gener de 2006    | Mount Lemmon         | Mt. Lemmon Survey |
| 421893 | 2014 QH198             | 12 de setembre de 2004 | Kitt Peak            | Spacewatch        |
| 421894 | 2014 QQ198             | 28 de setembre de 2009 | Mount Lemmon         | Mt. Lemmon Survey |
| 421895 | 2014 QG199             | 12 de febrer de 2008   | Mount Lemmon         | Mt. Lemmon Survey |
| 421896 | 2014 QU202             | 2 de setembre de 2010  | Mount Lemmon         | Mt. Lemmon Survey |
| 421897 | 2014 QA203             | 22 d'agost de 2014     | Haleakala            | Pan-STARRS 1      |
| 421898 | 2014 QF203             | 21 de novembre de 2005 | Kitt Peak            | Spacewatch        |
| 421899 | 2014 QQ206             | 11 d'abril de 2010     | Kitt Peak            | Spacewatch        |
| 421900 | 2014 QT209             | 26 de novembre de 2005 | Kitt Peak            | Spacewatch        |

## 421901-422000
| Nom    | Designació provisional | Data de descobriment   | Lloc de descobriment | Descobridor/s        |
| ------ | ---------------------- | ---------------------- | -------------------- | -------------------- |
| 421901 | 2014 QJ211             | 12 de desembre de 2006 | Mount Lemmon         | Mt. Lemmon Survey    |
| 421902 | 2014 QV212             | 14 de desembre de 2006 | Mount Lemmon         | Mt. Lemmon Survey    |
| 421903 | 2014 QT214             | 22 d'agost de 2014     | Haleakala            | Pan-STARRS 1         |
| 421904 | 2014 QN215             | 10 de febrer de 2000   | Kitt Peak            | Spacewatch           |
| 421905 | 2014 QX215             | 7 de novembre de 2007  | Kitt Peak            | Spacewatch           |
| 421906 | 2014 QA217             | 1 de febrer de 2006    | Mount Lemmon         | Mt. Lemmon Survey    |
| 421907 | 2014 QM217             | 22 d'agost de 2014     | Haleakala            | Pan-STARRS 1         |
| 421908 | 2014 QY221             | 22 d'agost de 2014     | Haleakala            | Pan-STARRS 1         |
| 421909 | 2014 QJ224             | 17 de setembre de 2009 | Kitt Peak            | Spacewatch           |
| 421910 | 2014 QR224             | 2 de febrer de 2008    | Kitt Peak            | Spacewatch           |
| 421911 | 2014 QS225             | 22 d'agost de 2014     | Haleakala            | Pan-STARRS 1         |
| 421912 | 2014 QP226             | 27 de setembre de 2005 | Kitt Peak            | Spacewatch           |
| 421913 | 2014 QB228             | 25 de març de 2007     | Mount Lemmon         | Mt. Lemmon Survey    |
| 421914 | 2014 QM228             | 1 d'octubre de 2006    | Kitt Peak            | Spacewatch           |
| 421915 | 2014 QN229             | 22 d'agost de 2014     | Haleakala            | Pan-STARRS 1         |
| 421916 | 2014 QZ230             | 27 de gener de 2007    | Kitt Peak            | Spacewatch           |
| 421917 | 2014 QD231             | 27 de gener de 2007    | Mount Lemmon         | Mt. Lemmon Survey    |
| 421918 | 2014 QO231             | 27 d'octubre de 1998   | Kitt Peak            | Spacewatch           |
| 421919 | 2014 QR231             | 22 d'agost de 2014     | Haleakala            | Pan-STARRS 1         |
| 421920 | 2014 QU231             | 5 de març de 2002      | Kitt Peak            | Spacewatch           |
| 421921 | 2014 QF233             | 19 de setembre de 1998 | Kitt Peak            | Spacewatch           |
| 421922 | 2014 QX234             | 22 d'agost de 2014     | Haleakala            | Pan-STARRS 1         |
| 421923 | 2014 QR235             | 27 de juliol de 2009   | Catalina             | CSS                  |
| 421924 | 2014 QS236             | 18 de setembre de 1995 | Kitt Peak            | Spacewatch           |
| 421925 | 2014 QZ236             | 14 de desembre de 2006 | Mount Lemmon         | Mt. Lemmon Survey    |
| 421926 | 2014 QR237             | 5 de gener de 2006     | Kitt Peak            | Spacewatch           |
| 421927 | 2014 QY238             | 10 de maig de 2005     | Kitt Peak            | Spacewatch           |
| 421928 | 2014 QC239             | 17 de gener de 2004    | Kitt Peak            | Spacewatch           |
| 421929 | 2014 QL239             | 14 d'octubre de 2007   | Mount Lemmon         | Mt. Lemmon Survey    |
| 421930 | 2014 QD240             | 1 d'octubre de 2003    | Kitt Peak            | Spacewatch           |
| 421931 | 2014 QG240             | 3 de maig de 2008      | Mount Lemmon         | Mt. Lemmon Survey    |
| 421932 | 2014 QK240             | 22 d'agost de 2014     | Haleakala            | Pan-STARRS 1         |
| 421933 | 2014 QO240             | 28 d'agost de 2005     | Kitt Peak            | Spacewatch           |
| 421934 | 2014 QC241             | 18 d'agost de 2009     | Kitt Peak            | Spacewatch           |
| 421935 | 2014 QS242             | 22 d'agost de 2014     | Haleakala            | Pan-STARRS 1         |
| 421936 | 2014 QW242             | 31 de març de 1995     | Kitt Peak            | Spacewatch           |
| 421937 | 2014 QO243             | 23 de gener de 2011    | Mount Lemmon         | Mt. Lemmon Survey    |
| 421938 | 2014 QH249             | 22 d'agost de 2014     | Haleakala            | Pan-STARRS 1         |
| 421939 | 2014 QD251             | 5 d'octubre de 2005    | Catalina             | CSS                  |
| 421940 | 2014 QQ251             | 30 de desembre de 2000 | Kitt Peak            | Spacewatch           |
| 421941 | 2014 QH252             | 11 de gener de 2008    | Kitt Peak            | Spacewatch           |
| 421942 | 2014 QJ252             | 22 d'agost de 2014     | Haleakala            | Pan-STARRS 1         |
| 421943 | 2014 QC253             | 27 de març de 2008     | Mount Lemmon         | Mt. Lemmon Survey    |
| 421944 | 2014 QE253             | 23 d'octubre de 2004   | Kitt Peak            | Spacewatch           |
| 421945 | 2014 QL253             | 1 de maig de 2001      | Kitt Peak            | Spacewatch           |
| 421946 | 2014 QD254             | 22 d'agost de 2014     | Haleakala            | Pan-STARRS 1         |
| 421947 | 2014 QF255             | 21 d'octubre de 2001   | Kitt Peak            | Spacewatch           |
| 421948 | 2014 QH256             | 5 de setembre de 2007  | Catalina             | CSS                  |
| 421949 | 2014 QC257             | 1 de desembre de 2010  | Mount Lemmon         | Mt. Lemmon Survey    |
| 421950 | 2014 QY261             | 27 d'octubre de 2005   | Mount Lemmon         | Mt. Lemmon Survey    |
| 421951 | 2014 QW262             | 23 d'octubre de 2004   | Kitt Peak            | Spacewatch           |
| 421952 | 2014 QE264             | 19 d'abril de 2006     | Catalina             | CSS                  |
| 421953 | 2014 QH264             | 22 d'agost de 2014     | Haleakala            | Pan-STARRS 1         |
| 421954 | 2014 QC267             | 20 d'agost de 2009     | Kitt Peak            | Spacewatch           |
| 421955 | 2014 QF267             | 20 de febrer de 2001   | Kitt Peak            | Spacewatch           |
| 421956 | 2014 QE268             | 19 d'agost de 2014     | Haleakala            | Pan-STARRS 1         |
| 421957 | 2014 QS268             | 20 d'agost de 2014     | Haleakala            | Pan-STARRS 1         |
| 421958 | 2014 QV269             | 11 de setembre de 2007 | Mount Lemmon         | Mt. Lemmon Survey    |
| 421959 | 2014 QY269             | 7 d'abril de 2003      | Kitt Peak            | Spacewatch           |
| 421960 | 2014 QZ269             | 23 de febrer de 2006   | Kitt Peak            | Spacewatch           |
| 421961 | 2014 QS276             | 24 d'agost de 2014     | Haleakala            | Pan-STARRS 1         |
| 421962 | 2014 QX279             | 5 de gener de 2006     | Kitt Peak            | Spacewatch           |
| 421963 | 2014 QQ281             | 21 de desembre de 2003 | Kitt Peak            | Spacewatch           |
| 421964 | 2014 QR281             | 28 de juliol de 2009   | Catalina             | CSS                  |
| 421965 | 2014 QB282             | 25 d'agost de 2014     | Haleakala            | Pan-STARRS 1         |
| 421966 | 2014 QR283             | 26 d'abril de 2007     | Mount Lemmon         | Mt. Lemmon Survey    |
| 421967 | 2014 QZ283             | 28 de març de 2009     | Mount Lemmon         | Mt. Lemmon Survey    |
| 421968 | 2014 QR285             | 13 de juny de 2007     | Kitt Peak            | Spacewatch           |
| 421969 | 2014 QY286             | 28 de setembre de 2003 | Kitt Peak            | Spacewatch           |
| 421970 | 2014 QO288             | 25 d'abril de 2007     | Mount Lemmon         | Mt. Lemmon Survey    |
| 421971 | 2014 QZ289             | 18 de novembre de 2006 | Mount Lemmon         | Mt. Lemmon Survey    |
| 421972 | 2014 QH296             | 21 de juliol de 2001   | Kitt Peak            | Spacewatch           |
| 421973 | 2014 QY296             | 19 d'octubre de 2007   | Catalina             | CSS                  |
| 421974 | 2014 QA297             | 21 d'agost de 2004     | Siding Spring        | Siding Spring Survey |
| 421975 | 2014 QE297             | 21 d'agost de 2014     | La Sagra             | OAM                  |
| 421976 | 2014 QF297             | 1 d'abril de 2005      | Kitt Peak            | Spacewatch           |
| 421977 | 2014 QJ297             | 28 de febrer de 2006   | Mount Lemmon         | Mt. Lemmon Survey    |
| 421978 | 2014 QK297             | 9 d'abril de 2010      | Kitt Peak            | Spacewatch           |
| 421979 | 2014 QP297             | 30 de setembre de 2006 | Catalina             | CSS                  |
| 421980 | 2014 QJ298             | 20 d'agost de 2004     | Kitt Peak            | Spacewatch           |
| 421981 | 2014 QZ298             | 5 de març de 2008      | Mount Lemmon         | Mt. Lemmon Survey    |
| 421982 | 2014 QM299             | 14 de febrer de 2013   | Kitt Peak            | Spacewatch           |
| 421983 | 2014 QY302             | 14 d'abril de 2008     | Mount Lemmon         | Mt. Lemmon Survey    |
| 421984 | 2014 QT304             | 23 d'agost de 2014     | St Pardon de Con     | St Pardon de Conques |
| 421985 | 2014 QC305             | 1 de novembre de 2010  | Kitt Peak            | Spacewatch           |
| 421986 | 2014 QP305             | 5 de novembre de 2007  | Kitt Peak            | Spacewatch           |
| 421987 | 2014 QQ305             | 9 d'agost de 2007      | Kitt Peak            | Spacewatch           |
| 421988 | 2014 QK306             | 24 d'agost de 2014     | ESA OGS              | ESA OGS              |
| 421989 | 2014 QO306             | 24 d'agost de 2014     | ESA OGS              | ESA OGS              |
| 421990 | 2014 QH307             | 27 de novembre de 2009 | Mount Lemmon         | Mt. Lemmon Survey    |
| 421991 | 2014 QY307             | 17 d'agost de 2009     | Catalina             | CSS                  |
| 421992 | 2014 QA308             | 11 de novembre de 2006 | Mount Lemmon         | Mt. Lemmon Survey    |
| 421993 | 2014 QN308             | 21 de setembre de 2003 | Kitt Peak            | Spacewatch           |
| 421994 | 2014 QW308             | 23 d'octubre de 2006   | Mount Lemmon         | Mt. Lemmon Survey    |
| 421995 | 2014 QC309             | 23 de gener de 2006    | Kitt Peak            | Spacewatch           |
| 421996 | 2014 QR309             | 24 de febrer de 2008   | Kitt Peak            | Spacewatch           |
| 421997 | 2014 QP310             | 20 de setembre de 2003 | Kitt Peak            | Spacewatch           |
| 421998 | 2014 QE311             | 16 de setembre de 2010 | Catalina             | CSS                  |
| 421999 | 2014 QN311             | 7 de març de 2008      | Mount Lemmon         | Mt. Lemmon Survey    |
| 422000 | 2014 QY311             | 21 de desembre de 2003 | Kitt Peak            | Spacewatch           |